# 河野太郎
河野 太郎（こうの たろう、1963年〈昭和38年〉1月10日 - ）は、日本の政治家。自由民主党所属の衆議院議員（10期）。
デジタル大臣（第4代）、デジタル行財政改革担当大臣、デジタル田園都市国家構想担当大臣、行政改革担当大臣、国家公務員制度担当大臣、内閣府特命担当大臣（規制改革）、内閣府特命担当大臣（デジタル改革、消費者及び食品安全）（第2次岸田第1次改造内閣）、ワクチン接種推進担当大臣・内閣府特命担当大臣（沖縄及び北方対策、規制改革）・行政改革担当大臣・国家公務員制度担当大臣（菅義偉内閣）、防衛大臣（第20代）、外務大臣（第145・146代）、国家公安委員会委員長（第90代）、内閣府特命担当大臣（規制改革、防災、消費者及び食品安全）〈第3次安倍第1次改造内閣〉、法務副大臣（第3次小泉改造内閣）、総務大臣政務官（人事、行政管理、行政評価、恩給、統計など旧総務庁関係の業務担当）〈第1次小泉内閣〉、衆議院外務委員長、自由民主党広報本部長、自由民主党行政改革推進本部長、自由民主党中央政治大学院長、自由民主党国際局長、自由民主党神奈川県支部連合会会長（第9代）、自由民主党環境部会長などを歴任。
父は自由民主党総裁、衆議院議長、外務大臣、副総理、内閣官房長官、科学技術庁長官などを務めた河野洋平。弟は日本端子代表取締役社長の河野二郎。祖父は副総理兼東京五輪担当大臣、建設大臣、行政管理庁長官、農林大臣を務めた河野一郎。曽祖父は神奈川県会議長を務めた河野治平、大叔父は参議院議長を務めた河野謙三。

## 来歴・人物

### 生い立ち
神奈川県出身。平塚市立花水小学校、慶應義塾中等部、慶應義塾高等学校を卒業。慶應義塾高校時代は、河野太郎は祖父、大叔父、父と同様、競走部（陸上競技部）に入って主将を務め、箱根駅伝を目標にしていた。高校の同級生に公明党所属の参議院議員西田実仁がいる。
1981年（昭和56年）4月に慶應義塾大学経済学部に入学するも2ヶ月で退学する。その後渡米。渡米後すぐにマサチューセッツ州アンドーバーでサマースクールに通った。その後、コネチカット州のボーディングスクール、サフィールドアカデミー (Suffield Academy) で1年間過ごした。
1982年9月にワシントンD.C.のジョージタウン大学に入学し、比較政治学を専攻する。
1984年にジョージタウン大学を休学し、ポーランド中央計画統計大学（現在のワルシャワ経済大学）に交換留学する。
1985年（昭和60年）1月にジョージタウン大学に復学。1985年12月にジョージタウン大学卒業。
ジョージタウン大学ではニューヨーク・ニックスにいたパトリック・ユーイングと同級であった。在学中は、後に国務長官となるマデリーン・オルブライトのゼミに参加。米国外交を学ぶ。アメリカのワシントンでは、河野太郎は政治活動にもかかわり、1983年（昭和58年）にはアメリカの大統領選挙に立候補したアラン・クランストン上院議員（カリフォルニア州選出、民主党）の選対本部の財務部門でボランティアをしたり、リチャード・シェルビー下院議員（アラバマ州選出、民主党。のち共和党）の下でインターンを務めるなどした。
ワルシャワ中央計画統計大学に在学中の頃、河野太郎は当時自宅軟禁下にあったレフ・ヴァウェンサ「連帯」議長（後にポーランド大統領になる）の自宅を訪問し、警察に逮捕され、一晩留置所で過ごしたエピソードがある。翌日に保釈された。当時は共産党の独裁政権下で、「大学の寮の食事は、ほとんど毎食、ジャガイモと酢漬けキャベツだけだった」と語っている。

### 社会人時代
日本に帰国後、1986年（昭和61年）に富士ゼロックス（現：富士フイルムビジネスイノベーション）に入社し、調査統計部に配属、サラリーマン生活を始める。企画部に転じた後に、サテライト・オフィスの実験を担当し、日本初の本格的サテライト・オフィスと称された「志木サテライトオフィス」の立ち上げにも関わった。国際事業部に転じた後、シンガポールの富士ゼロックスアジアパシフィックで勤務した。1993年（平成5年）、日本端子に転じた。そこで、自動車や電気機器の部品メーカーで開発生産や海外輸出を担当した。

### 衆議院議員

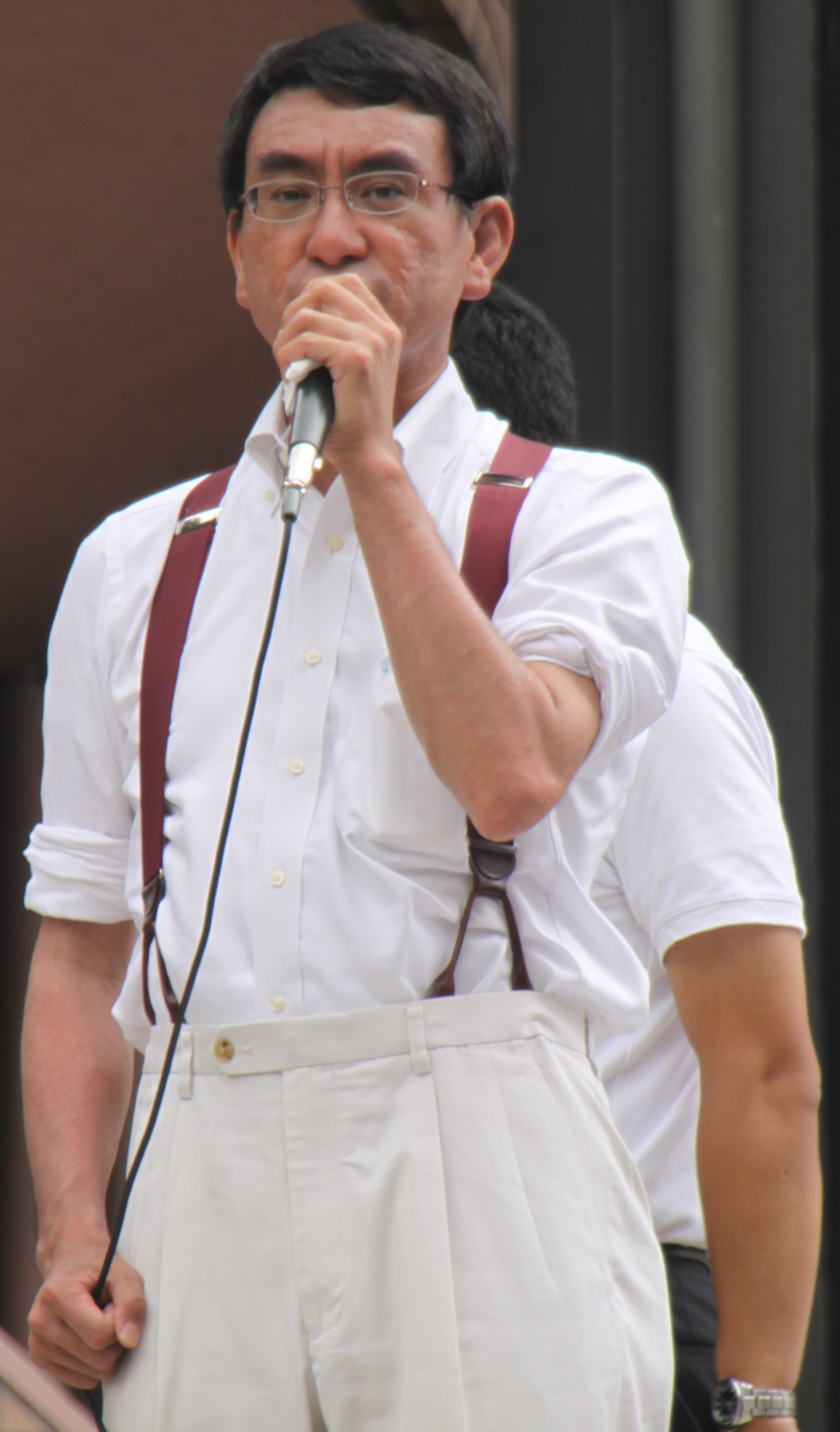
演説を行う河野

小選挙区比例代表並立制の導入に伴い、父・河野洋平の選挙区が分割されたため、1996年（平成8年）の第41回衆議院議員総選挙に河野太郎は神奈川15区から自民党公認で立候補し、当選する（当選同期に菅義偉・平沢勝栄・渡辺喜美・大村秀章・河本三郎・桜田義孝・下地幹郎・下村博文・新藤義孝・棚橋泰文・田村憲久・谷畑孝・戸井田徹などがいる）。
当選後の河野太郎は自民党内ではしばらく無派閥で活動し、その後に麻生太郎の勧めで宮澤喜一が会長を務めていた宮澤派（宏池会）に所属した。
1999年（平成11年）、父や麻生太郎に従い、河野太郎は同派を離脱し、河野グループ（大勇会）に移った。
2000年（平成12年）の第42回衆議院議員総選挙で再選、2003年（平成15年）の第43回衆議院議員総選挙で三選。
2002年（平成14年）12月には、河野太郎は川口順子外務大臣に対し「国民に対して説明責任を果たしていない」と非難して衆議院外務委員会理事を辞任する。その後、第1次小泉内閣で総務大臣政務官（人事、行政管理、行政評価、恩給、統計など旧総務庁関係の業務担当）、第3次小泉改造内閣で法務副大臣を歴任。
2006年、自民党政調副会長（法務担当）に就任。自民党神奈川県連会長も務めていたが、2007年（平成19年）の神奈川県知事選挙（第16回統一地方選挙）で、河野の主導で県連が擁立した杉野正が惨敗した為、同年4月22日に引責辞任した。 また、法政大学大学院にて客員教授を務めている。
韓国の元ハンナラ党議員で駐神戸総領事の李成権 をかつて秘書としていた。
2008年（平成20年）9月、衆議院外務委員長に就任。
2009年（平成21年）8月に行われた第45回衆議院議員総選挙では、自民党に猛烈な逆風が吹く中、民主党の勝又恒一郎を降して再選するが、初めて対立候補の比例復活を許した。
同年9月、自由民主党総裁選挙へ出馬した が、谷垣禎一に敗れた。11月11日、新世代保守を確立する会を設立。
2010年（平成22年）4月5日、自民党は離党した前幹事長代理園田博之の後任に河野を充てることを臨時役員会で決定し、翌4月6日に正式就任した。9月22日、自由民主党シャドウ・キャビネットで影の行政改革・公務員制度改革担当大臣に就任し、党内で規制改革や事業レビュー、事業仕分けなどを担当した。

#### 初入閣

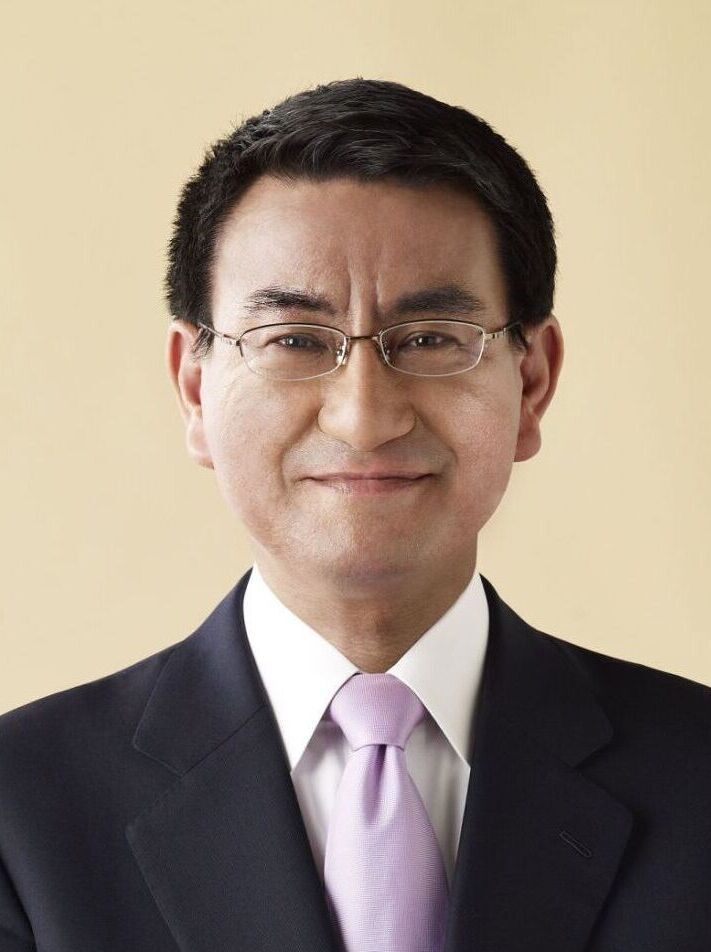
国家公安委員長 および 行政改革担当大臣（1回目）在任時の肖像

2015年10月7日、河野太郎は第3次安倍第1次改造内閣において、国家公安委員会委員長、行政改革担当大臣、国家公務員制度担当大臣、内閣府特命担当大臣（規制改革、防災、消費者及び食品安全）として初入閣。
消費者庁の徳島県への移転を推進したが、国会対応や危機管理などの業務遂行が困難として全面移転を先送りにした。河野が消費者相を退任した後、3年間の検討を経て消費者庁の全面移転見送りが発表された。
2016年8月3日、内閣改造に伴い退任。同年の第29回日本メガネベストドレッサー賞・政治部門を受賞。

#### 外務大臣

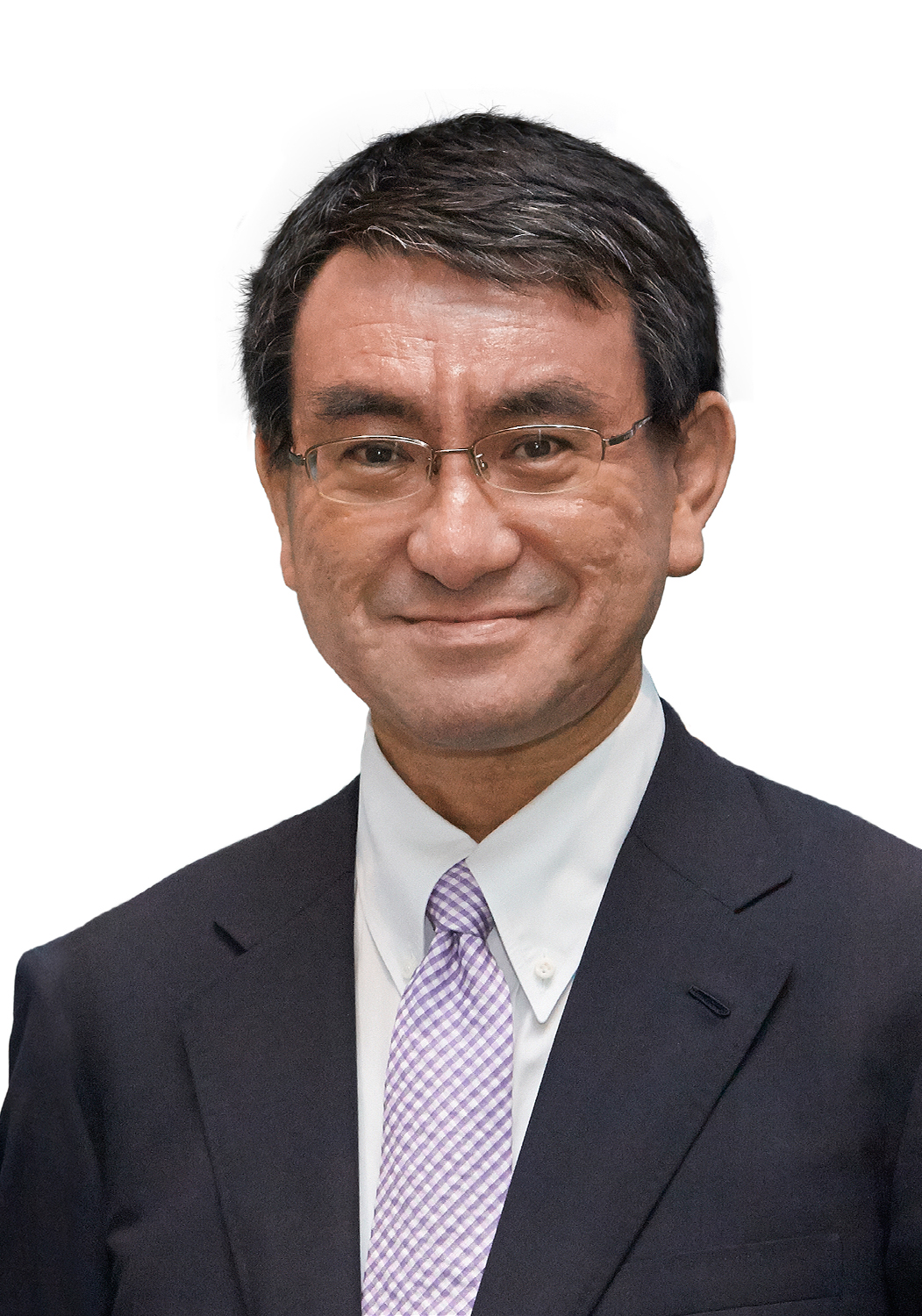
外務大臣在任時の肖像

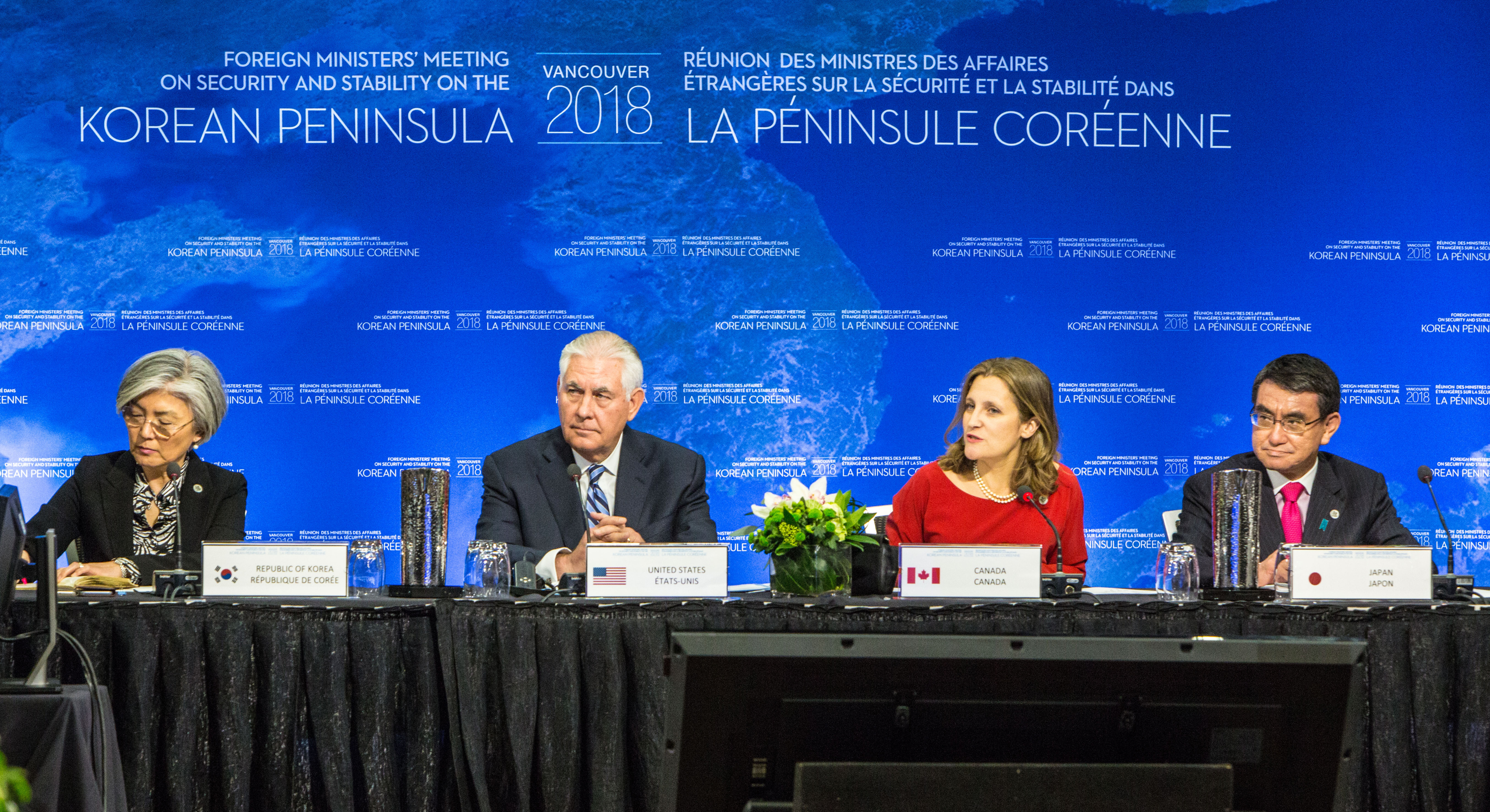
2018年1月16日、北朝鮮の核・ミサイル問題に関する20カ国の外相会合。左から韓国外相康京和、アメリカ国務長官レックス・ティラーソン、カナダ外相クリスティア・フリーランド、日本外相河野。

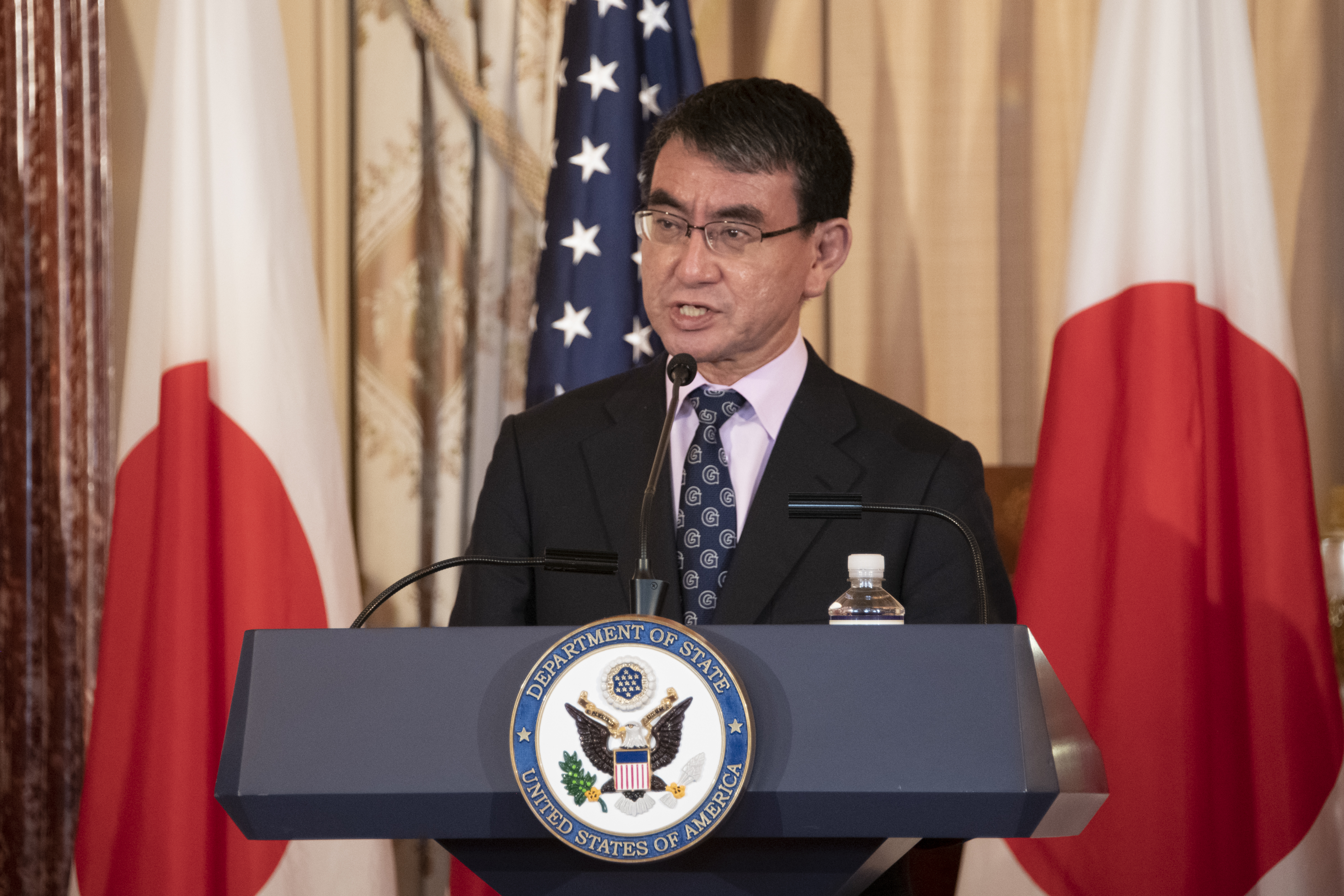
アメリカ合衆国国務省にて（2019年4月19日）

2017年8月3日、第3次安倍第3次改造内閣において、外務大臣に抜擢された。
同年8月に訪米し、米国で批准に至っていない包括的核実験禁止条約 (CTBT) について、その早期批准を求めた。
2017年11月1日、第4次安倍内閣で外相に再任。
2018年10月2日、第4次安倍改造内閣で外相を留任。
2018年12月11日、記者会見においてロシアのラブロフ外相が「北方領土をロシア領と認めること平和条約の前提である」との認識を示したことに対して記者からの質問を受けた河野太郎は「次の質問をどうぞ」と繰り返し、批判を浴びた（詳細は後述）。
2018年12月20日、韓国海軍レーダー照射問題が発生。翌年にかけて韓国外交部筋との対応にあたる。
2019年3月22日、自身が腎盂腎炎であることを公表し、療養。25日に公務復帰。
2019年4月26日、河野太郎は外務大臣就任後の延べ100か国目の外遊先としてサウジアラビアを訪問する。前任の岸田文雄が約4年8か月間で延べ93か国であったことと比べても異例のハイペースである とともに、これまでの外務大臣以上に中東を重視している点に特色があると評されている（後記「主な活動」の「外交」参照）。
退任までの外国訪問回数は59回、のべ123の国・地域を訪問し、歴代最多記録を更新した。在任中、外国出張に費やしたのは実に291日で3日に1日以上のペースで外遊をしていたことになる。一方で「スタンプラリー外遊」とも揶揄された。
外務大臣として初の訪問となった国は、以下の14カ国：東ティモール・ブータン・モルディブ・パラオ・マーシャル諸島・ミクロネシア・エクアドル・アイスランド・アルメニア・ジョージア・スロベニア・バーレーン・南スーダン・モザンビーク。

#### 防衛大臣

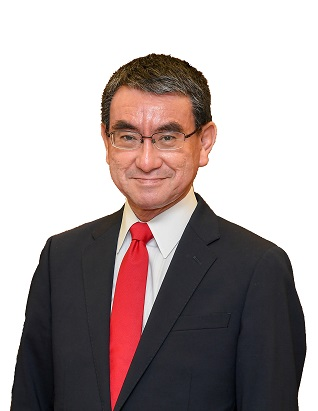
防衛大臣就任時の肖像

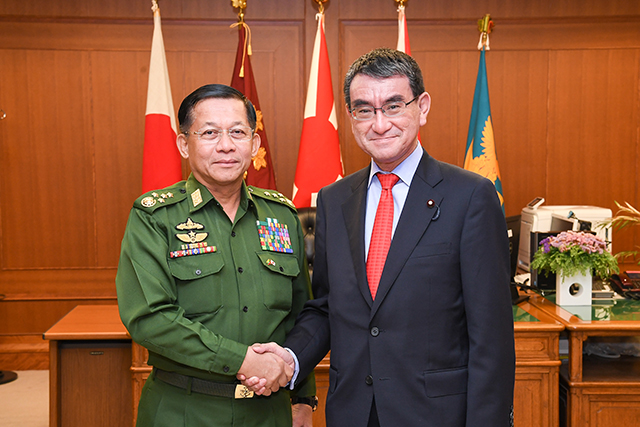
ミャンマー国軍総司令官ミン・アウン・フライン上級大将と握手する防衛大臣在任時の河野（2019年10月10日）

2019年9月11日、第4次安倍第2次改造内閣において防衛大臣に横滑りで就任。
2020年6月15日、イージス・アショアの配備プロセス停止を発表し、さらに24日開催の国家安全保障会議にて正式な配備断念を決定したことを翌25日に発表した。

#### 行政改革担当大臣

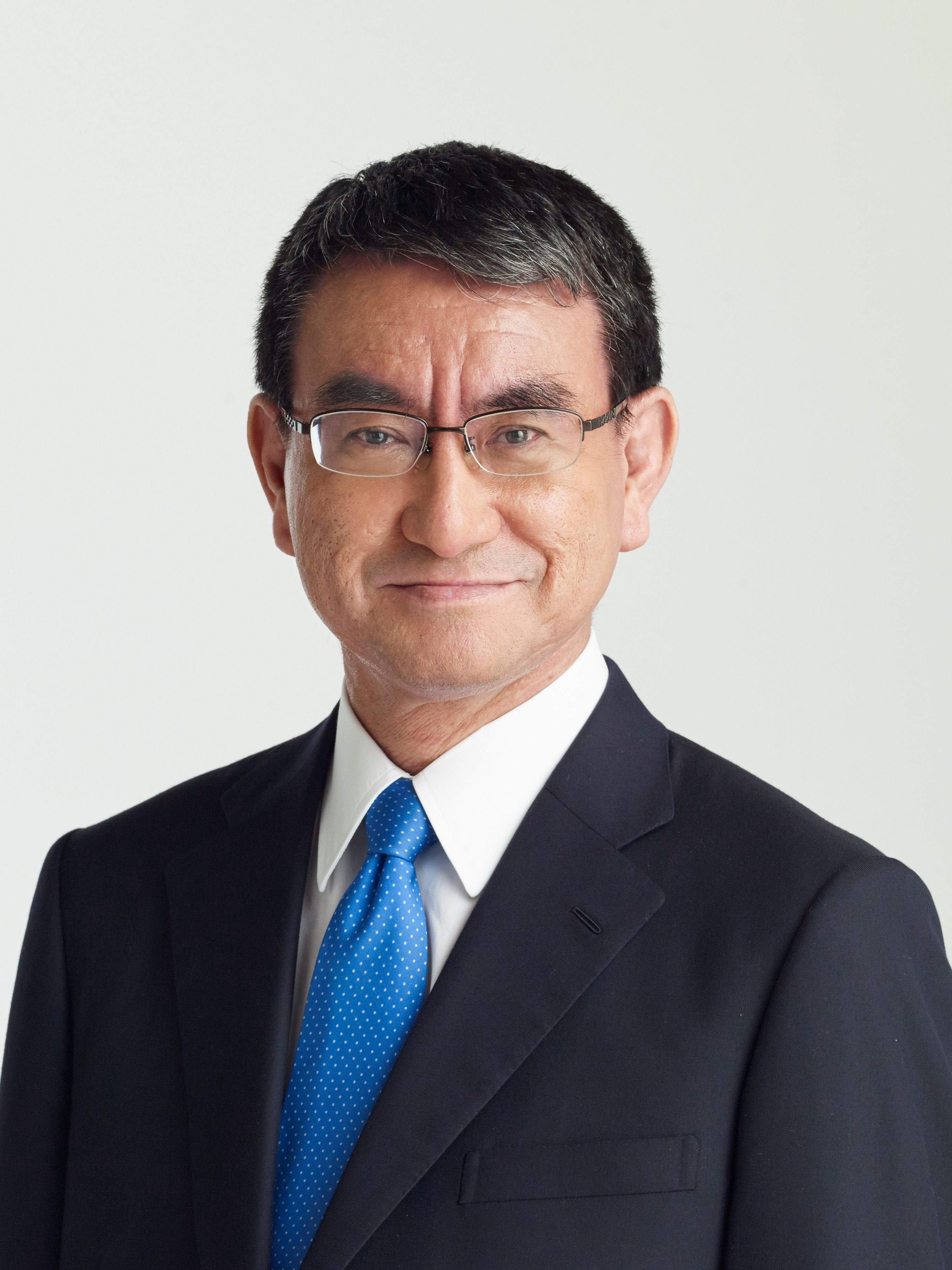
行政改革担当大臣（2回目）在任時の肖像

2020年9月16日、菅義偉内閣で行政改革担当大臣、国家公務員制度担当大臣、内閣府特命担当大臣（沖縄及び北方対策、規制改革） に横滑りで就任。行政改革担当大臣・規制改革大臣、および国家公務員制度担当大臣としては初入閣時以来の再登板である。
就任した翌日、行政改革目安箱を自身の公式サイトに開設した。届いたものを「全部読む」と明言していたが、書き込みが殺到したため、翌日に停止。25日に内閣府HPに「規制改革・行政改革ホットライン」として再設して役所のプロセスに乗せるも、書き込みの勢いは止まらず、11月27日に再び受付停止となった。成果として群馬県知事・山本一太からの要望で救急車の高速道路完全無料化がある一方、自身も問題提起していた各省庁の負担増につながる懸念もされる。
2021年1月18日、菅義偉首相から新型コロナウイルス感染症のワクチン接種推進担当大臣に任命された。厚生労働省など所管官庁のほか、製薬会社、医師会、医薬品卸業者、物流業者など多くの関係者との総合調整を担い、「令和の運び屋」と国会で自称した。同20日にはファイザーとのワクチン供給契約の合意を発表した。

#### 自民党総裁選出馬と敗北
同年9月3日、菅義偉首相が次期総裁選への不出馬を表明したことを受け、総裁選へ出馬する意向を固めた。同月10日、国会内で記者会見を開き、立候補を正式に表明した（総裁選期間中の言動については後述）。総裁選への出馬は前述の2009年以来2回目となる。
同月29日の投開票の結果、党員票を最多の169票獲得したものの1回目の投票でいずれの候補者も過半数に届かず、決選投票の末岸田文雄に87票の差で敗れた。
同年10月1日、自由民主党広報本部長に起用された。10月4日には第1次岸田内閣発足に伴い、大臣を退任した。
2021年10月31日、第49回衆議院議員総選挙で小選挙区制における最多得票を更新し、9選。

#### デジタル大臣
2022年8月10日、第2次岸田第1次改造内閣で第4代デジタル大臣に就任。兼務する担当大臣のうち、内閣府特命担当大臣（消費者及び食品安全）は初入閣時以来、国家公務員制度担当大臣は菅内閣以来の再登板である。各閣僚がそれぞれの省庁で就任に際して行う記者会見について、「記者を待たせて深夜の会見を行うのは本意ではない」として見送った。
同年9月13日の記者会見で 、日本のCOVID-19アプリ、新型コロナウイルス接触確認アプリ（COCOA）の機能を停止することを発表した。
2024年9月27日投開票の党総裁選に立候補したが、9人中8位に終わった。
同年10月27日の第50回衆議院議員総選挙で10選。
2025年7月21日、前年の衆院選に続いて参院選で惨敗した責任を取って森山裕幹事長に辞任するよう要求すると共に、参院選で選対委員長代理として「職責を全うしたとは言い難い」と述べ、木原誠二選対委員長に自身の辞表を預けたことも明らかにした。22日、木原は河野の辞任を了承したと明らかにした。

## 政策・主張

### 経済・エネルギー
- 「小さな政府と大きな年金」が持論であり、基礎年金は消費税を財源として国民年金保険料を廃止する最低保障年金制度に改定し、一方で厚生年金は民間の個人年金のような積立方式へと改めることを主張している[61]。財政再建について「3%の経済成長は困難であり、2020年度までそれを前提とする試算はおかしい」としており、「高めの経済成長率を前提に議論しても、『絵に描いた餅』になるだけである」と述べている[62]。軽減税率制には反対[63]。
- かつての自民党政権で実施された「手厚い保護」により競争原理が失われたと批判しており「国内産業の生産性を上げるためには規制緩和による競争が必要」と主張している[64]。
  - TPP参加に賛成[64]。
  - 保育園も規制緩和で増加するとしている[64]。認可保育園以外は公的扶助がなく、人件費の安い非正規職員ばかりになっている問題にも「それはデメリットだけなのでしょうか」と疑問を呈し、保育士の待遇が悪くとも、保育園数は増えるメリットがあると主張している。
- 日本の原子力発電所に対しては2011年の「福島第一原子力発電所事故」以前からブログに「核のゴミには目をつぶり、やみくもに再稼働しようというのは無責任」と記すなど明確に反対しており[65]、「原子力発電は経済採算性は合わない」「原子炉の新設はしないということを政治主導で決める」と語っていた。また、自民党の中で原発に関する議論をした場合、河野の反原発の主張に対して原発推進派議員からは「あいつ（河野）は共産党なんだ、共産党の議員が自民党の本部にいるんですか?」「社民党へ行け、お前は共産党だ」と言われ、そういうレベルのやり取りにしかならず、そこで議論が終わってしまうと語っていた[66]。2012年からは共産党や社民党議員も交えた脱原発超党派議員連盟「原発ゼロの会（後の原発ゼロ・再エネ100の会）」を発足させ、共同代表として活動した[67]。
  - その一方で2015年佐賀県知事選挙では玄海原発再稼働の容認をいち早く表明した樋渡啓祐[68] について「私は『樋渡教』の信者です」と現地で演説し支持を表明[69]。同年10月に河野が初入閣して以降は再生可能エネルギーには関心を示しつつ、記者から原発への見解を問われても「所管外です」「経産省にお聞きください」と述べるなど、「脱原発」の持論を封印するようになった[65]。また、入閣の際に過去に原発政策を批判してきた自身のブログ記事の公開を中止し、「原発ゼロの会」も休会した[70]。2021年自由民主党総裁選挙の前のインタビューでは「安全が確認された原発を再稼働していくのが現実的だ」と発言し、再稼働への容認を正式表明した[70]。一方で、「核燃料サイクル」を止めるとの主張は維持しており、他の総裁選候補や党内からは「動いている原発も動かすのが難しくなる」との指摘が相次いだ[71]。

### 労働政策
- 雇用については「同一労働同一賃金」の実現や「新卒一括採用」廃止、「年齢差別」の禁止（履歴書の誕生日・年齢欄削除）を主張している[72]。「高度プロフェッショナル制度」に賛成[73]。
- 外国人労働者の受け入れを一貫して支持しているが従来の研修制度は「現代の奴隷制度」と批判し廃止を主張している[64]。
- 2006年9月22日、法務省のプロジェクトチームの主査として、一定の日本語能力や、特定技能、日本企業との雇用契約などを条件に、外国人労働者の受け入れ拡大を提言する報告書をまとめた[74]。
- 2008年自民党「外国人労働者問題プロジェクトチーム」事務局長[注 4] として河野は、技能実習制度を廃止し、代わりに職種や能力を一切問わない単純労働者の就労を最長3年間認める「外国人労働者短期就労制度」を提言した。入国手続きを大幅簡略化し、3年経過後の外国人を帰国させる担保を、受け入れ企業に委ねる内容という[75]。
- 2015年12月10日、河野太郎は労働力確保のための移民政策が必要であると主張した[76]。自民党は2016年3月に、外国人労働者の拡大と実質的な移民導入議論を開始、[77] 2019年に新しい在留資格特定技能が始まった。

### 行政
- 科学研究については、アカデミックハラスメントや経費の大学ローカルルール問題解決に取り組んでいる[78]。一方、運営交付金削減と競争資金増加のセットによる「選択と集中」[79][80] については問題視していない。国立大学法人への運営費交付金の減額の事実は認めているが、審査の必要な学改革等推進等補助金などの補助金を加算すれば増額していると述べた[81]。法人化と運営費交付金削減により発生した非正規職員の雇止め問題については[82]、大学側の人事管理計画の問題ではないかと主張している[81]。
- 公務員制度改革をはじめとして行政改革に熱心で、現在の官僚の在り方に対しては厳しい姿勢を取る。特に外務省に対する非常に激しい批判者の一人である[83]。一方で官僚の長時間労働およびそれに伴う人材流出には懸念を示しており、対策として「デジタル化」を掲げている[84]。
- 2008年に自民党の「無駄撲滅プロジェクトチーム」を率い、事業仕分けの手法で通称「アニメの殿堂」の予算凍結などを求めたが、当時の麻生政権では2009年度補正予算に盛り込まれた。河野は民主党政権下で事業仕分けを視察した際、「正直うらやましい。もっと厳しくやって」と仕分け人にエールを送り[85]、「民主党だけでできないなら、ぜひ私を入れてほしい」と自らの参加にも意欲を示した[86]。
- 行政手続きにおける印鑑の廃止に前向きな姿勢を取っている。ハンコ文化に理解を示すと同時に、業務の効率化のためにはハンコは減らすべきではないか、と述べたことがある[87]。2020年4月27日より、防衛省内部部局、統合幕僚監部、陸上幕僚監部、海上幕僚監部、航空幕僚監部、防衛装備庁、防衛大学校は、内部決裁を全て電子決裁とし、省外からの書類に関しても印鑑証明が要らないものは印鑑を不要とした。印鑑証明に代わる証明については、総務省が検討中のシステムで行う[88][89]。

### 外交・安全保障
- 外務大臣就任から6か月経った2018年1月の外交所信表明において「人類が近代に創り出してきた自由、民主主義、人権、法の支配といった価値観は、それを生み出し維持していくために、政府に、国民に様々な努力を要求します。国際社会にそうした価値観を定着させるために、我々は、必要な支援の手を差し伸べていかなければなりません」「日本としては、選挙、議会、法律、司法、治安、徴税、入国管理などの様々な側面における各国の制度構築の取組に対し、積極的に手を差し伸べていきます」と述べた[90]。
- 中東外交に力を入れており[91]、「日本が中東に関与しない方がリスクが大きい」と述べている[91]。2019年4月末までの訪問先延べ100か国のうち20か国が中東であった[92][93]。2017年9月には、「河野四箇条」として、「知的・人的貢献」「『人』への投資」「息の長い取組」「政治的取組の強化」を表明している[94][95]。このような外交姿勢は、資源が不足する日本にとって、エネルギー資源に富む中東との関係が死活的に重要であるというのみならず、欧米各国を含む形で一神教的対立の舞台かつ国際的導火線となっている中東において、宗教的・歴史的な中立性を有する日本だからこそできる役割があるとの認識に基づくものであり、その到達点として、パレスチナ紛争を含めた中東和平促進への日本固有の積極的貢献（その結果としての日本の国益）をも見据えたものと評されている[96]。
- 日韓関係では、外務大臣就任期間中、日韓基本条約を覆す徴用工訴訟問題、日韓貿易紛争、日韓秘密軍事情報保護協定の破棄などが立て続けに起こり二国間関係の冷却化が進んだが、韓国側のカウンターパートである康京和外相とは、二人で日韓関係を新しい高みに引き上げようと意気投合しており、携帯電話で話ができる関係であった[97]。徴用工訴訟問題では、2019年7月に駐日大韓民国大使、南官杓と会談する中で「極めて無礼」という言葉を用いて大使を叱責したが[98]、大臣退任後の同年10月3日、韓国大使館主催の国軍の日のイベントに閣僚級として唯一参加し、大使と挨拶を交わすフォローも行われている[99]。
- その一方、中国に対しては日本の国益を守る立場に立って是々非々で明確に意見を表明してきた。外務大臣時の2020年6月30日中国が反体制的な言動を取り締まる「香港国家安全維持法」を可決したことについて中国政府を厳しく批判している。そしてさらに同国の東シナ海などでの海洋進出についても強い危機感を表明している[100]。
- 自衛隊イラク派遣を巡っては、特措法の成立には賛成したものの、派遣の基本計画が法律の要件を満たさないことや、日本国民への説明が不十分なことを理由に批判的な立場をとった。日本国憲法や法律の根本に立ち返り、集団的自衛権の行使を認めた上で派遣すべきとした[101]。
- 自らの政権構想では、「日中関係を良好に保ち、中国の民主化促進に努める」とした[102]。ロシアとも、共同経済活動が北方領土問題解決に繋がると考えている[73]。
- アメリカのシンクタンクが主催するオンライン形式の講演会で尖閣諸島を巡って中国との戦争の可能性を問われた際には「日米両政府は同盟に基づいて、尖閣諸島のために、武力の行使も辞さない」と述べた[103]。

### マイナンバーカード
- 2022年10月13日、河野太郎はでデジタル庁で大臣の記者会見を行った。その中で、河野太郎は「ここで記者会見をやるのはなんか久しぶりな気がしますが、マイナンバーカードの普及の取組についてお知らせをしたいと思います。デジタル社会を新しく作っていくためのマイナンバーカードは、いわばパスポートのような役割を果たすことになるわけですが、そのためのマイナンバーカードの普及、そして利用の拡大、これを強力に推進すべく、総理からのご指示のもと、9月29日から関係省庁の連絡会議を私が議長を務めて、行っております。会議において関係省庁に検討いただいた結果を取りまとめまして、先程マイナンバーカードの取得利用の加速のための取組、それから経済対策におけるマイナンバーカード関連施策について、総理にご報告をしたところでございます。」と語った。（詳細は「河野デジタル大臣記者会見要旨」令和4年10月13日（木）を参照）
  - この大臣記者会見で、河野太郎はマイナンバーカードと健康保険証を一体化して、それに伴い、紙やプラスチックカードの健康保険証を2024年秋に廃止する方針を発表した[104]。河野太郎は2022年8月のデジタル大臣就任時からあらゆる政策テーマに対して「もっと前倒しができるかを考えよ」とデジタル庁内で号令をかけ続け、「デジタル法制審査チーム」の設置を1年強で前倒しするなどしていた。デジタル庁幹部によれば、今回の既存の健康保険証の廃止も河野太郎デジタル大臣が主導して、厚生労働省や総務省を巻き込んで廃止の方針に導いたという[104]。
  - この大臣記者会見で河野太郎は、マイナンバーカードに運転免許証の機能を持たせる「マイナ免許証」の導入について「前倒しできないか、検討を警察庁と一緒に進める」と表明した[105]。また、「カードリーダーをお巡りさんに持ってもらい、きちんと（カードを）読み取れることは大前提になる。どう前倒しをするか、しっかり検討していきたい」と語った[105]。
- 2023年6月1日、河野太郎はデジタル担当大臣としてテレビ朝日「羽鳥慎一 モーニングショー」に生出演した。その中で、「なぜマイナンバーカードの普及を急ぐのか？」の声に対し、 河野太郎は「デジタル化していくことで世の中も便利にしていきたいと思っていますし、人口が減って高齢化が進む中で、国も自治体も行政を効率化していかないといけません。そんなに行政の職員の数も増やせませんから、そうすると事務的なところはマイナンバーカード、マイナンバーのシステムで効率化して、本当に必要な仕事に職員を充てていくということをやらないと、自治体は回らないと思います。」と答えた[106]。「マイナンバーカード活用拡大で不安を感じている人が多い」という声に対して、河野太郎は「色々、国民のみなさんが不安になることが起きてしまい、そこは申し訳ないと思っています。ただ、いずれの事案もマイナンバー制度、マイナンバーカードのシステムに起因した問題ではないということをご理解いただきたい。」と答えた[106]。
- 2023年7月2日、河野太郎デジタル相はＮＨＫ報道番組「日曜討論」に出演した。「マイナンバーカードで様々な混乱が全国各地で起きている。これは、国によるマイナンバーカードの普及や促進を急ぎすぎたのではないか？」との指摘に対して、河野太郎は「マイナンバー制度と、マイナンバーカードが世の中で混乱してしまっている。次にカードを更新する時には『マイナンバーカード』という名前はやめたほうがいいのではと、個人的には思っている」と発言し、マイナンバーカードの名称変更に初めて言及した[107][108]。さらに、河野太郎は「10万円の給付金を配るのに時間がかかりすぎと、ご批判をいただいた。コロナワクチン接種の時も、大規模接種や職域接種をするためのシステム構築を2カ月でやり、そこにマイナンバーをつけることで（大規模接種などが）実現できた。マイナンバー制度は行政の様々な分野で日々、現実に使われている」、「行政ではマイナンバーをどういうことに使っていて、このカードは何のためのものなのかを、もう1度、世の中に説明していく必要があると思っている」、「どこか1カ所に皆さんの情報を集めているのではなく、マイナンバー1つで情報をひも付けることはできない制度設計にしている。事故が起きても情報漏えいは最小限で食い止められることをご理解いただけるよう、周知したい」と述べた[108]。
- 2023年7月5日、河野太郎は衆院特別委員会に出席し、2026年の導入を目指す新しいマイナンバーカードについて「仕様によっては、新しい読み取り機が必要になる可能性は当然ある」、「（新しいカードを取り入れる理由については）量子コンピューターなどの技術が革新すると、強度的にさらに強いものが必要。強い暗号に切りかえたものに順次取りかえなければいけない」と説明した[109]。
- 2023年8月9日、河野太郎は神奈川県茅ケ崎市のマイナ保険証の利用体験会を視察し、紙の健康保険証の廃止について「法律で決まっていること」とコメントし、マイナンバーカードに保険証機能を持たせた「マイナ保険証」の利用拡大が医療の質の向上につながると改めて強調した[110]。

### その他
- 内閣総理大臣の靖国神社参拝に対しては否定的な立場をとっている[111]。
- 選択的夫婦別姓制度には賛意を示している[112]。自身のサイトにおいても、「一人っ子同士の結婚というのは、現実的にこれからも増え続けていく上、既婚女性が職業上、さらに責任ある地位につくことも増える。別姓が認められないために事実婚（事実上の結婚生活を送っているのに婚姻届を出さない、出せない）が増えていくことは、好ましいことではない」と述べている[113]。
- 2021年自由民主党総裁選挙の際、同氏はグループインタビューで同性婚に賛成していた[114]。また、2019年11月19日に開かれた同性婚を求める院内集会に「外務省主催行事では法律婚、事実婚、同性、異性にかかわらずパートナーをもてなしている」と紹介し「外務省として、性的指向少数者に対する理解促進への取り組みに引き続き関与していく考えです」とのメッセージを寄せた[115]。
- 2009年自由民主党総裁選挙の街頭演説で、「腐ったリンゴを樽に戻せば、樽の中は全部腐る。勇気を持って取り除くための総裁選だ」と述べる[116] が、新党設立については否定した[117]。
- 受動喫煙問題に積極的に取り組んでいる。
  - 2003年12月12日、自民党の環境部会長として、環境部会を全面禁煙とした[118]。
  - 2017年2月15日の厚生労働部会において、「永年、党本部では隣でたばこを吸われて、延々受動喫煙の被害に遭ってきた」[119]「これを契機に受動喫煙をきちんとやめるという決意で東京五輪を誘致したのではないか」[120]「どれだけたばこを吸っている人間が横に座っている人間のことを考えてこなかったか。胸に手を当ててきちんと考えてほしい」[120] と訴えた。
  - 2018年4月20日の記者会見で、「外務省は外国から大勢のお客さまをお招きしている。喫煙ルームでモクモクと煙が充満しているのはよくないし、喫煙ルームから出てきた人はしばらくの間、たばこの影響を周りに及ぼす」[121] として、外務省の庁舎内を全面禁煙のスモークフリーゾーンとする方針を発表した。
- 皇位継承問題について、男系継承を優先させながらも女性天皇・女系天皇についても議論するべきだとしている[122]。旧宮家他に皇別摂家の皇籍復帰も検討すべきだとしているが[123]、国民からの支持が得られていないという立場である[124]。
  - 天皇陵の保護や治定の見直しに積極的である。2016年には、百舌鳥古墳群などを視察している[125]。
- 新元号の選定作業における有識者懇談会の後に開かれた全閣僚会議において、当時外相であった河野は真っ先に挙手をして「（由来は）国書から取るのが正しい」と発言した[126]。その発言の後に複数の閣僚が国書由来を求め、最終的に新元号の令和が決まった[126]。
- 新型コロナウイルスに関する用語のカタカナ語使用に関して苦言と提言を自身のツイッターや2020年3月24日の記者会見で述べている。具体的にはクラスターは「集団感染」、オーバーシュートは「感染爆発」、ロックダウンは「都市封鎖」とすることを提言。
- トランプ前大統領を支持。
- 「森友学園」や「加計学園」の問題について、安倍晋三前首相の説明は十分だとしている[73]。

## 主な活動

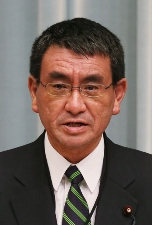
国家公安委員長就任時の会見にて（2015年10月、首相官邸）

- 2005年（平成17年）の第44回衆議院議員総選挙の際、自民党神奈川県連会長の立場から小泉純一郎首相（当時）へ比例南関東ブロックに重複立候補するよう要請したが、公職選挙法により、ブロック内に張ってある同首相の名前や写真が入った政党ポスターをはがす必要があることが判明。そのため、同首相は重複立候補を断念したという経緯が全国報道された[要出典]。
- 2006年（平成18年）5月11日に自民党本部で会見を開き、同年秋の2006年自由民主党総裁選挙に立候補する考えを示していたが[127]、他の候補に比べて求心力に乏しく、推薦人の確保が困難だったために立候補を断念した。
- 同年8月21日、役員が選挙区内にいる[128] 等密接な関係のある[注 5] 社団法人神奈川県エルピーガス協会の講演でオール電化住宅や原子力政策に対し「国のプルサーマル計画は60兆円から80兆円掛かり、金食い虫だ!」「原子力政策を家に例えるとトイレのないものだ!」「電力会社や家電メーカーがスポンサーに入っているニュース番組では原子力問題について取り上げてくれない」などと全面的に批判し、「もっとLPガス事業者が主張すべきだ!」「核から新エネルギーに切り替えるまで液化石油ガスや天然ガスを積極的に使うべきである」と地元産業であるLPガス事業界への厚い擁護を示した[129]。その後の電気自動車の普及に対しても一貫して否定的な姿勢を示している。
- 国立メディア芸術総合センター構想について「今までの棚卸し対象の中で最もひどい事業であり、ただちに執行停止すべき」「海外への発信というが、効果などまったく計画・予測が立っていない。とても21世紀への投資とは思えない」「ここにいる国会議員も大いに反省するところであり、このような事業が通ってしまったことで補正予算全体の信憑性も問われかねない。政府・与党の統治能力が問われる」と批判した[130]。
- 2010年（平成22年）5月18日に開催された自民党役員会にて、同党の青木幹雄・前参院議員会長（参院島根県選挙区）が夏の参院選への出馬を断念したことをめぐり、「青木さんは（長男に）世襲させるために公募をせず、最後にわざと倒れるという芝居じみたことをやった」といった趣旨の発言をし、他の出席者から「青木さんに失礼だ。取り消せ」と咎められ、河野は発言を撤回したと報じられている[131]。
- 2011年（平成23年）6月22日、民主党が出した第177回国会の会期を70日間延長する動議に、自民党の方針に反して岩屋毅と共に賛成[132]。
- 2019年（令和元年）10月29日、自身の政治資金パーティーで「私はよく地元で雨男と言われました。私が防衛大臣になってからすでに台風が三つ」と発言し、批判を受けた問題で、河野は記者会見と参院外交防衛委員会で「不快な思いをされた方におわびを申し上げたい」と謝罪した。台風19号などで多数の死者が出ており、不謹慎だとの批判がでていた。なお、河野は会見で「災害派遣に出動中の隊員の処遇をしっかり改善していかないといけないという趣旨だった」と弁明したが、発言は撤回しなかった[133]。

### 沖縄県と那覇市の沖縄振興予算の使用方法批判
2017年7月6日付のブログで6月17日に、沖縄県が『AKB48 49thシングル 選抜総選挙』に『沖縄振興に資する事業を県が自主的な選択に基づいて実施できる一括交付金』から2800万円の国費による振興金を使った。那覇市も国から支給された交付金を市内のAKBのイベントに支出した。そのため、「補助金をもらってイベントをやるだけならば、持続的ではない。一発勝負でAKB48の総選挙をやって、8,000人を呼び込んで、それが次にどうつながるか、はっきりした見通しもない。そもそも今日までにこの8000人が達成されたどうかもわからない。一括交付金として県に（用途を）任せるのはかまわないが、一事が万事こういう使われ方をされているならば問題は大きい。」と沖縄県と那覇市の振興金の用途に疑問も呈した。「自民党の行政改革推進本部として、このソフト交付金の使われ方、その戦略、目的などを詳しくチェックすることにした」と沖縄振興交付金としてハードに670億円、ソフトに688億円支給されている沖縄県の各自治体への毎年の振興金に対する改革意思を述べた。

### 国籍法関連
- 自民党法務部会の国籍問題に関するプロジェクトチームの座長を務めている。2008年（平成20年）9月からの第170回国会において、2008年（平成20年）6月5日に下された国籍法第3条1項が日本国憲法違憲となった最高裁の婚外子国籍訴訟の違憲判決を受けて、国籍法改正案の提出が議論を呼んだが、このチームは多重国籍に関する問題を扱うチームであり、この改正案に関するものではない。改正案は最高裁判決を受けて法務省が作成し、閣議決定を経て閣法として臨時国会に提出されたものである[135]。
- 提出された改正案は国籍要件の緩和を進めるものであるが、同じ国籍法に関するプロジェクトチームの座長を務めていたこともあり、河野に批判が殺到した。プロジェクトチームが取り扱う問題は、現在の国籍法において両親が国際結婚などで重国籍を持つ者が22歳になったときにどちらかの国籍を選択しなければならないという国籍法の規定が有名無実化しているという問題であり、提出された閣法は父母が婚姻をしていない場合において認知された子供であっても届出による日本の国籍の取得を可能とするものであって[136]、直接の関係はない。
- 寄せられた批判に対し、河野は2008年（平成20年）11月14日付けのブログで反論を行っている。この法案は男性が外国人の子供を自分の子供だと認知すれば日本国籍を与えるという内容であるが、DNA鑑定が義務づけられていないため虚偽の申告をしても発見するのが難しいのではないか、また虚偽の申告が明らかになった場合でも懲役1年以下または罰金20万円以下というのはあまりにも軽い罰則であるということで、問題のある法案だと指摘されていた。これに対し、前者については婚姻の例を挙げながら認知届けが真正なものであるかについては父親と母親を別々に呼んでの審査等がある、として実態がない認知届けによる国籍取得が簡単にできるわけではないと述べ、後者については罰則は併合罪が適用され、より重い罪がありうるとの反論を行っている[137]。

### 2021年自民党総裁選関連
- 2021年9月10日に実施された自民党総裁選の出馬表明会見においては、河野太郎は「人が人に寄り添うぬくもりのある社会の実現」「みんなが次の一歩を踏み出そうと思えるようなリーダーになる」「重い扉をこじ開け、みんなと一緒になって日本を前に進める」といった理念を掲げた。その上で、自身のこれまでの実績として「ワクチン接種1日百万回の実現」「行政の文書における認印の廃止」「テレワークの推進」を挙げ、具体的な政策としては「PCRの抗原検査の簡易キットの薬局での販売」「年金制度ではなく、若者の将来の年金生活を守る」「デジタル化などの未来に繋がる投資」を挙げた[138]。
- 総裁選中石破茂や小泉進次郎と連携し、3人の頭文字をとって「小石河（こいしかわ）」という造語ができて話題になった[139]。
- 総裁選においては、質問への回答を拒否する強気な姿勢が度々見られた。17日放送のnews zero（日本テレビ）では、国民の負担を増やしても給付水準を維持すべきかとの質問に、「こういう質問は僕、やめた方がいいと正直、思います。あんまり意味がない質問じゃないかな」と回答を拒否した[140]。22日放送のNEWS23（TBS）では、コロナウイルス感染拡大に伴う酒類提供など制限の緩和時期を問われ「無責任な質問はよくない。科学的データなしに聞くのはおかしい。メディアに反省してもらわないといけない」と回答を拒否した[141]。また、日本ウイグル協会など国内13の民族団体などで構成する「インド太平洋人権問題連絡協議会」が行った候補者アンケート及び日本の尊厳と国益を護る会が行った候補者に対する質問書について、4候補のうち唯一期日までの回答がなかった（当初河野陣営は回答しないとの連絡をしていたが、後日どちらも回答した）[142][143]。
- 選挙期間中、インターネット上の一部で、河野の弟の河野二郎が代表を務め、河野自身も2%の株を保有し大株主となっている日本端子との関係が問題になった。同社は中国に複数の関連会社を保有しており、うち1社は中国共産党から全国優秀党務工作者として表彰された陈炎顺が代表を務めるBOEとの合弁企業であった[144]。
  - 河野は19日の日曜報道（フジテレビ）でアメリカ軍の中距離ミサイル配備について、「米軍との役割分担が決まらないうちに議論しても無意味だ。勇ましく『やれやれ』という人が喜ぶだけで、日中関係の安定につながらない」と指摘したこと[145]、20日のプライムニュース（BSフジ）にて河野談話について、「安倍・菅内閣で踏襲されてきたことを踏まえ、自身も踏襲する」と述べたこと、24日の政策討論会で「靖国神社への参拝を首相在任中はしない」と表明したこと[146] 等から、他の候補と比較し中国に対して融和的であると評されることが多い。
  - また、河野は「いつの日か、再生可能エネルギー100%も絵空事ではない」[147] と発言するように、次の成長産業として再生可能エネルギーへの投資を強く主張している。
  - 以上の経緯から、中国と深い関係を有し太陽光ビジネスも展開している日本端子の影響について懸念する声が広がった。これに対し、河野は「私の政治活動に影響を与えるということは全くない」と明言し、同社株の保有についても「資産報告を毎回しっかりやっており、何の問題もない」と答えた[148]。
  - なお、週刊文春の取材によれば、河野は日本端子等のファミリー企業から少なくとも6700万円の献金を受け取っている。親族や関係企業から多額の献金を受けていることへの見解などの週刊文春の質問に対しては、期日までの回答はなかった[149]。
- 選挙期間中、寄せられたインターネット上の一部で批判に対し、河野は2021年9月28日付の自身のブログで「ネット上の誹謗中傷というのは、これまでもいわれなきものを含めたくさんありました」と反論を行っている[150]。

### 日本学術会議について
自民党の下村博文政務調査会長は、2007年以降答申が出ておらず、「活動が見えていない。ちょっと色々な課題があるのではないかと我々は思っております」と語った。河野も政府への勧告が2010年以来、10年間行われていないこと等を理由に「予算あるいは機構定員については聖域なく、例外なく見ていく」とした。これらの問題は答申は諮問がなかったためであり、10件の「審議依頼」をまとめたり、321の提言を行ったりはしている。

### ワクチンに関するデマの否定
- 自身のブログで、「こびナビ[152]」の監修を受けたり、公的機関の情報を明示したするなどした「COVID-19ワクチンに関するデマ」を否定する発信をしている[153][154]。
- 2022年7月13日、鳩山由紀夫元首相が自身のTwitterアカウントで「（COVID-19）ワクチンを打つと入院確率が3倍になるとWHOが認めた」「ファイザーは大量のデータを削除した内部告発も発表」「ワクチン利権が陰謀論と切り捨てられないことが明らかになった」とツイート[155] したが、そのような事実はなく、WHOの発表もファイザー社の内部告発に関する大手メディアの記事なども存在しない[156][157][158]。専門家からは「国民の命・健康と生活に関わる情報については特に、情報の真偽と発信が及ぼす影響について、発信者も十分に注意することが大切であり、元首相のように影響の大きな人物は自らの発する情報の正確性には十分注意してほしい」と求められた[158]。菅義偉内閣で新型コロナワクチン接種推進担当大臣を務めた河野も、自身のTwitterで「ワクチンデマ」と批判した[158][159]。
- 2022年10月27日、自身のTwitterに「自衛隊員400人がコロナワクチン接種後に死亡した」という誤情報のファクトチェック記事[160] を引用し、「反ワクって本当に懲りないね」と投稿した[161][162]。
- 2022年12月、自身のブログやABEMAにおいて、COVID-19ワクチンに関するデマ情報、誹謗中傷について、「悪質なものについては法的手段を検討する」と述べ、ネット上の誤情報に注意を促した[163][164][165]。

## 批判を受けた言動

### 記者会見における質問無視
- 2018年12月11日、記者会見においてロシアのラブロフ外相が「北方領土をロシア領と認めること平和条約の前提である」との認識を示したことに対して、記者からの質問を「次の質問をどうぞ」と答えずロシア側の主張に反論もしなかった[166]。
- これに対し、多くの批判が集まった。NHKの記者は、「10年に渡り多くの記者会見に出席してきたが、質問を無視する会見は初めてだった」と述べ、「外務大臣に求められる国民に対する説明責任を果たしているかどうか疑問を禁じ得ない。誠実な会見対応を求める」と外務省記者クラブに申し入れた。立憲民主党の辻元清美国会対策委員長は、「河野さんがっかりだよね」「記者が質問する後ろには国民がいると思うんですね。国民を無視しているというのに等しい。河野外務大臣は、若いころから『情報公開が何より大事』と、人一倍おっしゃってきた議員の一人なんですね。しかしころっと変わられて、貝のようになってしまうという」と語った。また、政治とマスメディアなどについて研究を行っている駒澤大学の逢坂准教授は、「マスメディアの質問は国民を代表する質問で、ちゃんとした回答を行うことが、国民の知る権利につながる。」「だからこそ、なぜ今回の会見でこうした態度をとったのか理解に苦しむ。今回の対応は、完全な『回答拒否』であると言わざるをえない」と指摘した[167]。
- 河野はその後、「せめていつものように『お答えは差し控えます』と答えるべきでした」「おわびして、しっかりと改めます」と自身のブログで謝罪した[168]。

### 産経新聞に対する捏造発言
外務大臣在任中の2019年7月1日、都内で講演した際に北方領土問題に関し、「（二島返還ではなく）四島返還に立ち戻って交渉をやり直すことは全く考えていないのか」との質問に、「全く考えておりません」と回答。同日に産経新聞が「河野外相、四島返還『考えてない』」などの見出しでこれを報じると、河野はtwitterに「ひどい捏造」とツイートし会見では「誤報」と述べた。その後産経新聞社からの抗議を受け、同月9日に「言葉足らずのところがあれば、そこは真摯に反省し、おわびする」と述べ、ツイートを削除した。

### 雨男発言
2019年10月、自身の政治資金パーティーで、「私はよく地元で雨男と言われました。私が防衛大臣になってからすでに台風が三つ」と発言した問題で、河野は記者会見と参院外交防衛委員会で「不快な思いをされた方におわびを申し上げたい」と謝罪した。台風19号などで多数の死者が出ており、不謹慎だとの批判がでていた。

### フェイクニュース発言
2020年6月のイージス・アショアの配備プロセス停止表明を巡っては、同月7日に河野の発表以前にイージス・アショアの秋田市への配備断念を報道したNHKや読売新聞に対して「フェイクニュース」だと非難した。当時「結果的に報道の通りになったらどうするか」との質問に、「結果的にそうなっていない」などと答えたが、15日に河野が配備断念を表明した。

### 気球型飛行物体への対応
防衛相時代の2020年6月、宮城県で目撃された気球型飛行物体の行方を問われた際に、「気球に聞いてください」と述べたほか、「安全保障に影響はない」とも述べた。しかし、2023年2月14日に政府はこれらの気球について「中国が飛行させた無人偵察用気球であると強く推定される」と発表。河野は当時の安全保障上の認識について、「（影響はないと）当時申し上げた通り」と述べたが、野党からは「判断は適切だったのか。3年前にちゃんと分析すべきだった」との批判を受けた。

### 内閣府タスクフォースの不適切運営

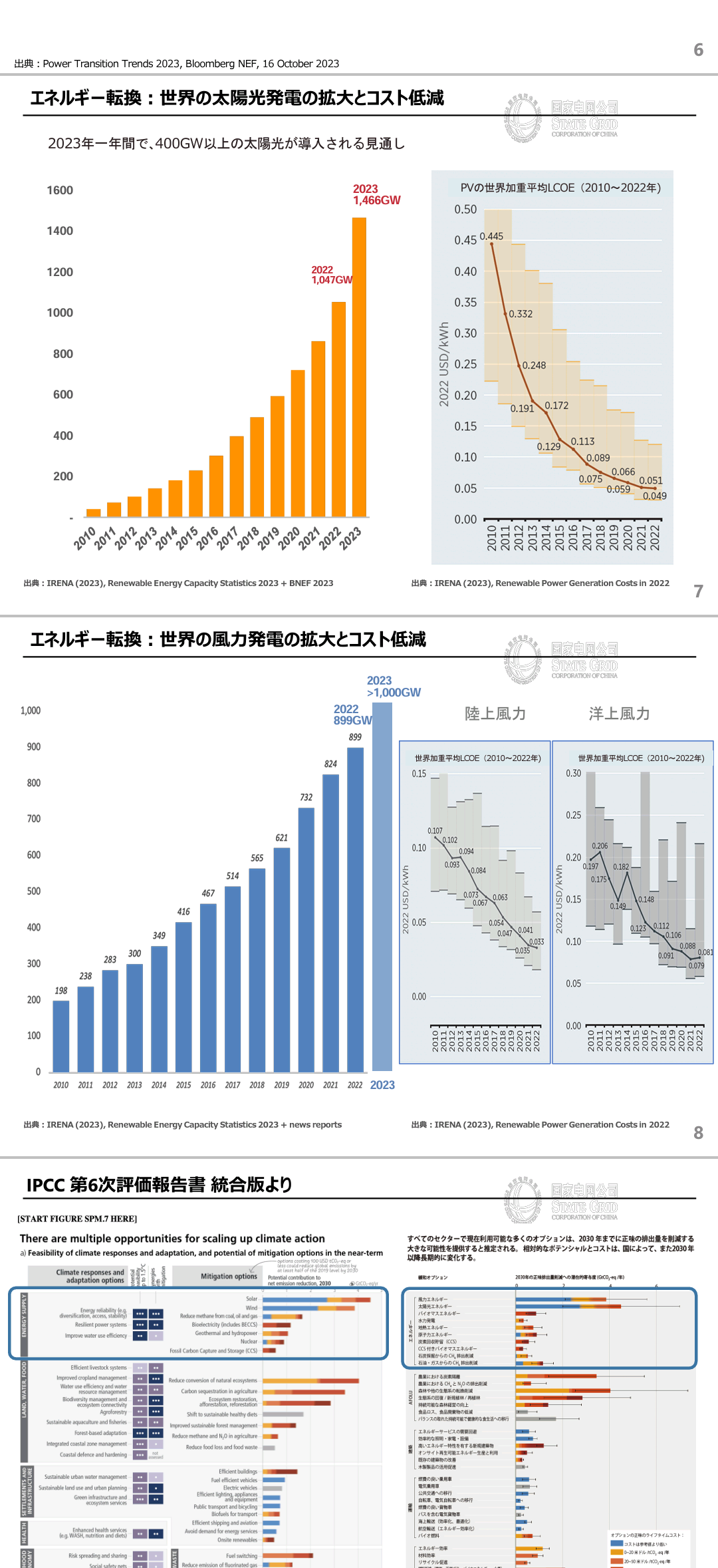
大林ミカが提出した、国家電網の透かしが入った資料（スクリーンショット）

2024年3月23日、内閣府規制改革推進室は、河野が2020年に設置した「再生可能エネルギー等に関する規制等の総点検タスクフォース（以下、TF）」で用いられた資料に、中国国営の電力会社国家電網公司の企業名やロゴが入っていたと発表。同資料を内閣府のHPに掲載したところ、Xでの指摘を受けて発覚した。27日に問題となった資料を作成・提出した公益財団法人「自然エネルギー財団」の大林ミカ事業局長が会見を開き、事務的なミスであると釈明し、TFの民間構成員を辞任したと発表。また、自身がTFに入った経緯について、河野の推薦があったと述べた。
4月2日、大林を構成員として起用したことについて「特に問題があったということではない」と述べた。また、政府が進める再エネ政策について「（TFで）まとめたものも閣議決定に盛り込まれている」、大林について「非常に専門性は高いと思っている」と言及した。
6月3日に内閣府はTFの調査結果を公表し、中国の影響力行使については否定した一方、TFが「行政運営上の意見交換、懇談の場」であるにも関わらず、構成員が具体的な論点を挙げて各省庁に政策対応を求めるなど、本来の権限を越えた運用が行われてきたと指摘。翌4日に河野はTFの廃止を表明し、「TFは議論の内容そのものに問題はなかったが、一定の成果を挙げたこともあり廃止する」と述べた。同日に林芳正内閣官房長官は「懇談会等の運営に関する政府の指針に照らして不適切な点があったため、今後、そのようなことがないよう注意した」と述べ、河野に対し口頭で注意したことを明らかにした。

### 応援演説での発言
2024年10月21日、英利アルフィヤの応援演説を行った河野は聴衆に対し、「おそらく、ここに集まっている人の中にも独裁政権の工作員と思われる人が紛れております。様々な形でお金をもらっているのかもしれない。様々な形で独裁政権から便宜を図ってもらっているかもしれない」と演説した。

## 評価
- 小泉純一郎は「あの男は大化けするかもしれないぞ。彼は脱原発だしな」と評価した[184]。
- 2019年9月に河野が外務大臣を退任した際、中国外務省の華春瑩報道局長は「河野太郎先生は外相を担当した2年間、中日関係の改善と発展に多くの努力をされた。中国は積極的に評価している。今後も中日の友好と協力に大きな貢献を希望する」と述べた[185]。
- 所属する志公会の領袖である麻生太郎は「英語はうまいし、間違いなくそれなりの存在はきちんとできあがっている」と評価しつつも「常識に欠けている」と指摘した[186]。
- 前首相の菅義偉は2023年2月3日インターネット番組「言論テレビ」に出演し、将来の首相候補に河野を挙げ、「党総裁候補の1人だと思う。非常に愚直で信念に基づいて行動する政治家だ。基本的な考え方はしっかりしている」と評価し、一方、河野が脱原発を持論としていることについては「そこまでは知らない」と述べるにとどめた[187]。

## 役職歴

### 内閣
第2次岸田改造内閣
- デジタル大臣 、内閣府特命担当大臣（消費者及び食品安全担当）、国家公務員制度担当大臣

菅義偉内閣
- 内閣府特命担当大臣（沖縄及び北方対策、規制改革）

第4次安倍第2次改造内閣
- 防衛大臣

第3次安倍第3次改造内閣・第4次安倍内閣・第4次安倍第1次改造内閣
- 外務大臣

第3次安倍第1次改造内閣
- 国家公安委員会委員長、内閣府特命担当大臣（規制改革、防災、消費者及び食品安全）

第3次小泉改造内閣
- 法務副大臣

第1次小泉内閣
- 総務大臣政務官

### 衆議院
- 決算行政監視委員長（代理）
- 外務委員長

### 自民党
- 行政改革推進本部長
- 幹事長代理
- シャドウ・キャビネット 影の内閣府担当大臣（行政改革、公務員制度改革）
- 消費者問題調査会長
- 国際局長
- 法務・自治関係団体委員長
- 環境部会長
- 広報本部長
- 選挙対策委員長代理

### 議員連盟
- 原発ゼロの会共同代表

### その他
- 日本競走馬協会会長
- 神奈川県陸上競技協会会長

## 選挙歴
| 当落 | 選挙                   | 執行日         | 年齢 | 選挙区     | 政党       | 得票数     | 得票率 | 定数 | 得票順位 /候補者数 | 政党内比例順位 /政党当選者数 |
| ---- | ---------------------- | -------------- | ---- | ---------- | ---------- | ---------- | ------ | ---- | ------------------ | ---------------------------- |
| 当   | 第41回衆議院議員総選挙 | 1996年10月20日 | 33   | 神奈川15区 | 自由民主党 | 8万4723票  | 36.44% | 1    | 1/4                | /                            |
| 当   | 第42回衆議院議員総選挙 | 2000年06月25日 | 37   | 神奈川15区 | 自由民主党 | 12万1票    | 47.44% | 1    | 1/5                | /                            |
| 当   | 第43回衆議院議員総選挙 | 2003年11月09日 | 40   | 神奈川15区 | 自由民主党 | 14万8955票 | 59.89% | 1    | 1/4                | /                            |
| 当   | 第44回衆議院議員総選挙 | 2005年09月11日 | 42   | 神奈川15区 | 自由民主党 | 18万6770票 | 63.88% | 1    | 1/3                | /                            |
| 当   | 第45回衆議院議員総選挙 | 2009年08月30日 | 46   | 神奈川15区 | 自由民主党 | 16万3470票 | 53.25% | 1    | 1/4                | /                            |
| 当   | 第46回衆議院議員総選挙 | 2012年12月16日 | 49   | 神奈川15区 | 自由民主党 | 19万2604票 | 79.98% | 1    | 1/2                | /                            |
| 当   | 第47回衆議院議員総選挙 | 2014年12月14日 | 51   | 神奈川15区 | 自由民主党 | 15万5388票 | 66.79% | 1    | 1/3                | /                            |
| 当   | 第48回衆議院議員総選挙 | 2017年10月22日 | 54   | 神奈川15区 | 自由民主党 | 15万9647票 | 67.63% | 1    | 1/3                | /                            |
| 当   | 第49回衆議院議員総選挙 | 2021年10月31日 | 58   | 神奈川15区 | 自由民主党 | 21万515票  | 79.32% | 1    | 1/3                | /                            |
| 当   | 第50回衆議院議員総選挙 | 2024年10月27日 | 61   | 神奈川15区 | 自由民主党 | 12万8881票 | 55.59% | 1    | 1/4                | /                            |

## 栄典
- ルクセンブルク:ルクセンブルク大公国功労勲章グランド・クロス - （2017年）
- ペルー:ペルー太陽勲章グランド・クロス - （2018年）
- オマーン:2等オマーン市民勲章 - （2021年）
- ギリシャ: フェニックス勲章グランド・コマンダー - （2023年）

## 所属団体・議員連盟
- 神道政治連盟国会議員懇談会
- 北京オリンピックを支援する議員の会[188]
- 日韓議員連盟[189]
- 原発ゼロの会
- ボーイスカウト振興国会議員連盟 [190]

## エピソード
- 小学生時代、ボーイスカウトに所属していた[191]。
- 幼少期よりアトピー性皮膚炎を発症。現在もアトピーに悩まされており、多忙な時期や汗をかくと肌の調子が悪くなってしまうため、塗り薬や保湿剤で症状を抑えている[192][193]。
  - 金属やプラスチック製のベルトと違って手首のアトピーがひどくならないことから、竹製の腕時計を愛用している。河野が愛用しているものは2017年8月にマニラで開催されたASEANの創設50周年を祝う式典で記念品として配られたものである[194]。
- 英語で講演やインタビューの受け答えが出来るレベルの英語力がある[195][196]。
- 2018年4月2日、外務省の平成30年度入省式で河野太郎は、新入職員123人を前に「入省前に少なくとも（英語能力テストの）TOEFLで（120点満点の）100点が取れるように話があったと思う。皆さんのこれまでの努力をしっかり見せてほしい」「今や事実上、世界の共通言語となっている英語の研鑽（けんさん）に励み、交渉力、発信力を高めてほしい。伊達や酔狂で言っているわけではない」と述べ、職員に対して高い英語力の習得を要求した[197]。
- 為公会の懇親会で二次会に行った際、カラオケでアリスの『冬の稲妻』を披露したが、合っているのがテンポだけという、余りの唄いっぷりに、岩屋毅は衝撃を受けた[195]。山本一太もブログで、河野のカラオケ歌唱について「音符と歌が全く合わない」「並外れた声量」と評し、「東京都と神奈川県の迷惑防止条例（?）により、河野太郎氏が『カラオケで2曲以上歌う』ことを禁止されている」とまで誇張気味に書いている[198]。

### 父との関係
- 河野家の4代目ということで当初から注目され、本人も積極的にマスコミに出て発言をし、党を超えて広範な人脈を築いている。
  - C型肝炎による肝硬変が進行していた父・洋平に、肝臓移植を受けることを進言した。父との政治信念の違いが話題になっていた2002年（平成14年）4月、自らをドナーとする、親子間での生体肝移植が信州大学医学部附属病院で実施された[195][199][200]。
  - 父の洋平をメールマガジン上で批判したことがある[201]。2人揃ってのテレビ初出演した際には、日本国憲法や自衛隊、憲法改正の必要性などについても、父の考え方を否定し、政治的な立場の差を見せたため、産経新聞は『父子共演も…異なる立ち位置がくっきり』と見出しを付けた[202]。
  - 父の洋平が内閣官房長官時代に出した村山内閣の「いわゆる従軍慰安婦」談話である『河野談話（慰安婦関係調査結果発表に関する河野内閣官房長官談話）の張本人』とインターネットで勘違いされることがあり、本人のTwitterアカウントに抗議のリプライがある[203]。
  - 太郎は2017年8月の外務大臣就任にあたり、外務省職員に対し「河野洋平と河野太郎は人間性も考え方も違う」と宣言した[注 7]。

### SNS
- 河野太郎はインターネットでの活動にも積極的であり、ブログやメールマガジンの発信はもちろん、mixiに『河野太郎と語る日本の未来』というコミュニティも自ら開設している。また、法務副大臣時代には、2ちゃんねるの管理人・西村博之とも対談した[206]。自民党でも広報本部のマルチメディア局長として、2007年（平成19年）よりYouTubeに開設された自民党公式チャンネル「LDPChannel[207]」に積極的に登場している。
  - 2009年（平成21年）3月29日、ニコニコ動画のニコニコ生放送に出演（マルチメディア局主催・松本純内閣官房副長官の「教えてまつじゅん」の司会を務める）。
  - 2009年（平成21年）11月5日、中国の新浪ブログに「河野太郎的博客（河野太郎のブログ）」と題するオフィシャルブログを開設した。ブログは中国語で書かれており、中国人ネットユーザーへ向けてメッセージが掲載されている[208]。
  - 他方で、2015年の閣僚入りに際してブログを非公開としたこともあった[209]。
  - 当初、河野太郎はTwitter（現・X）に対して否定的であったが、2010年（平成22年）1月、自民党ブロードバンド部会で孫正義に勧められ『宗旨変え』し、Twitterを使用し始める。
  - 2019年以降、河野太郎のユーモラスな内容のツイート[210] やエゴサーチ能力の高さ[211] がネットで話題になりはじめた。その一方で、自身に対して批判的なアカウントを平気でブロックすることもあり[212]、その中には河野と直接やりとりしたことがないにもかかわらず、一方的に河野からブロックされたと主張する者もいる[213]。これについて、河野太郎は2021年9月7日の定例会見で「通りすがりに見知らぬ人を罵倒するということはやらないと思うが、SNS上ではそういうことがかなり頻繁に起きている」「ブロック機能を使うことは問題はない」「ブロックされてもツイートを見ることは普通にできる」[注 8]と述べた[213]。
  - 利用者の間でブロック報告が相次いだため「ブロック太郎」と揶揄されるに至ったが、首相になってもこの方針に変更はないと表明しており、反対意見の封殺は言論の自由の危機にも繋がるとして、懸念の声も上がっている[215]
  - 河野太郎はSNS上に仕掛けられた謎の暗号も解くことができる。河野太郎には「縦読み」や「アスキーアート」など、様々なツイッター上に書かれた自分の名前を探し出して「ヤメレ」と返信する「特技」があるが、0と1による「2進数」で書かれたメッセージを解読し、それを「2進数」で相手に返信したことがあった[216]。2022年10月7日、「110110010110011 1001000111001110 101100100101010 1001000011001110」 というツイートの内容が河野太郎に届けられた。これは特に河野太郎のツイートを引用したり、返信したりしているツイートではなく、単に0と1が羅列してあるだけで、そのままでは日本語として意味を理解することはできないものであった。1か月以上経った11月13日夜、河野太郎はツイートを引用して 「11000011100100 11000011100001 11000011101100 11000000000010」 と返信した。 この文字列を16進数に変換すると、それぞれ「6CB3 91CE 592A 90CE」「30E4 30E1 30EC 3002」となる。さらに、国際標準の文字コード規格「ユニコード」で割り当てられた文字に当てはめると、「河野太郎」「ヤメレ。」になる。 2019年には、「3053 3046 306E 305F 308D 3046」という書き込みに河野太郎は「3084 3081 308C」と返信したことがある。それぞれの暗号の意味は「こうのたろう」「やめれ」である。  この河野太郎からの返信を受けた投稿者は11月13日夜に「河野太郎さんから返事が来てて腹がよじれた」と反応していた[216]。
  - 2022年4月1日、河野太郎は、岡山市で開かれた地方議員らとの会合で、会員制交流サイト（SNS）を使った情報発信を指南し、「お茶を飲む間にできる。個性が伝わるようにするのが大事だ」と語った[217]。SNSによる情報発信は短時間で済むため、戸別訪問や集会といった従来の活動と同時並行が可能だと強調。「多くの地方議員が発信して幅広い層に届けば、リアルな活動がおろそかになるとの誤解も解ける」と訴えた。
  - 2022年現在、河野太郎のツイッターのフォロワー数は国会議員最多の245万人超を誇っている[217]。
- フジタが撤退し、存続の危機に陥っていたJリーグ・湘南ベルマーレの取締役会長を、2000年（平成12年）から2005年（平成17年）まで務めている（政務官と副大臣と国務大臣の時代は除く）。現在でもベルマーレのサポーターであり、Twitterでもベルマーレ関連のコメントを出すことが多い[218][219]。
- 2019年5月21日午前11時26分に、自身のTwitterにて「ああ、ベーコンは、結局、^%£$+*•!%🌀✔️✖️🎶💱」と投稿。意味不明なツイートに対し、様々な反応や憶測が飛び交うようになり、AFP通信が世界にニュース配信するほどの話題となった[220]。
- NHKが政府の新型コロナウイルスワクチン接種のスケジュール案を報道したことに対しデタラメだとツイート[221]、この発言に対し原口一博衆議院議員は厚生労働省から提示された資料[222] にスケジュールの想定がされていることを指摘し、反射的な反応と諌めた[223]。

- 河野太郎の仕事術は独特で、いつも「締め切り」を設定して仕事を早く進めていく。デジタル庁の関係者は、「河野さんは政治家の中でも特に官僚のことを信用していない。そこで省庁で仕事をする際は必ず“締め切り”を設けます。しかも、とにかく早く仕事を仕上げることを求めてくるのです。マイナ保険証以外でも、例えば公的な施設の目視点検などデジタル社会にそぐわない規制である『アナログ規制』の一括見直しについて河野さんは1年前倒しして、2024年6月までに進める、と明言しました」と語っている[224]。
- 河野太郎は達成の難しい仕事であっても、締め切りを設定して「早くやれ！」と言って部下たちに命じる。デジタル庁の関係者は、「河野さんが保険証廃止を2024年秋としたとき、庁内で“いくらなんでも早すぎるのでは”という懸念の声が上がったのは事実です。結果、誤ひもづけやコンビニで別人の住民票が交付されるなどの事例が相次ぎ、国民に不信感を抱かせてしまった。河野さんの口癖は「早くやれ」。その通りにやったらトラブルだらけになってしまったのです」と語っている[224]。
- 2023年8月15日、河野太郎はデジタル大臣の記者会見で、マイナンバーを巡るトラブルや混乱が全国各地で相次いだ責任をとり自身の閣僚給与3カ月分を自主返納すると発表した[225]。その中で、河野太郎は「担当大臣としてけじめをつけるべきだ」、「引き続き職務に専念する」、「最初の情報が報告された段階で庁内に共有されていれば件数が増えなかった」と語った[226]。この河野太郎の発表についてSNS上では「この対応でいいと思う」と理解を示すコメントがある一方で、「これだけ多くの問題を起こして、給与3ヶ月で済む話ではないだろ」、「けじめにならないけじめするより辞任せいよ」、「全くケジメになっていない」など、厳しいコメントも寄せられた[225]。

## 書籍

### 著書
- 『河野太郎の国会攻略本 あなたの政策で日本が変わる!!』（2003年10月7日、英治出版）ISBN 9784901234375
- 『私が自民党を立て直す』（2010年6月6日、洋泉社 新書）ISBN 9784862485625
- 『原発と日本はこうなる 南に向かうべきか、そこに住み続けるべきか』（2011年11月19日、講談社）ISBN 9784062174381
- 『「超日本」宣言 わが政権構想』（2012年8月22日、講談社）ISBN 9784062177177
- 『地震・台風・土砂災害・洪水から家族を自分で守る防災完全マニュアル』（2016年9月1日、講談社）ISBN 9784062203005
- 『日本を前に進める』（2021年8月27日、PHP研究所 PHP新書）ISBN 9784569850313

### 共著
- 『決断 河野父子の生体肝移植』（共著者:河野洋平）（2004年5月30日、朝日新聞社）ISBN 9784022579225
- 『変われない組織は亡びる』（共著者:二宮清純）（2010年7月10日、祥伝社新書）ISBN 9784396112066
- 『「原子力ムラ」を超えて ポスト福島のエネルギー政策』（共著者:飯田哲也 佐藤栄佐久）（2011年7月27日、NHKブックス）ISBN 9784140911815
- 『共謀者たち 政治家と新聞記者を繋ぐ暗黒回廊』（共著者:牧野洋）（2012年12月5日、講談社）ISBN 9784062180917

### 関連書籍
- 『河野太郎とワクチンの迷走』（著者:大村大次郎）（2023年4月28日、かや書房）ISBN 9784910364315

## 論文
- 国立情報学研究所収録論文（同姓同名の医学者を除く） 国立情報学研究所

## 家族・親族
- 5世祖父 河野次郎右衛門（地主）[9]
- 高祖父 河野次郎平（地主）[9]
- 高祖伯父 長谷川豊吉（政治家・元衆議院議員）[9][227]
- 曽祖父 河野治平（政治家・元神奈川県会議長）、本郷房太郎（軍人・陸軍大将）、伊藤忠兵衛（実業家・伊藤忠商事初代社長）、田川平三郎（政治家）[228]
  - 従伯父・田川誠一（政治家）
- 祖父 河野一郎（政治家）、伊藤恭一（実業家・元東洋紡社長）
- 大叔父 河野謙三（政治家・元参議院議長）
  - はとこ（謙三の孫）・河野陽子（元目黒区議会議員）[229]
- 父 河野洋平（政治家・元自民党総裁、元衆議院議長）
- 母 武子
- 弟 二郎（那須野牧場社長）
  - 甥[230]
- 妹・治子(1968年11月2日生[231])日本動物愛護協会評議員[232]
- 妻
  - 妻の父は東食（現・カーギルジャパン）常務を務めた大河原昭次、祖父は横浜ゴム専務を務めた永岡俊一、曽祖父は柔道家の永岡秀一[233]。
  - 長男 一平[234]

## 系譜
- 河野氏

|              |              |              |              |              |              |  |  | 杉田湛誓 |          |          |          |          |          |  |  |            |            |            |            |            |            |  |  |            |          |          |          |          |          |  |  |          |          |          |          |          |          |  |  |          |          |          |          |          |          |
|              |              |              |              |              |              |  |  |          |          |          |          |          |          |  |  | 石橋湛山   |            |            |            |            |            |  |  |            |          |          |          |          |          |  |  |          |          |          |          |          |          |  |  |          |          |          |          |          |          |
|              |              |              |              |              |              |  |  |          |          |          |          |          |          |  |  |            |            |            |            |            |            |  |  |            |          |          |          |          |          |  |  |          |          |          |          |          |          |  |  |          |          |          |          |          |          |
| 石橋藤左衛門 | 石橋藤左衛門 | 石橋藤左衛門 | 石橋藤左衛門 | 石橋藤左衛門 | 石橋藤左衛門 |  |  | きん     | きん     | きん     | きん     | きん     | きん     |  |  |            |            |            |            |            |            |  |  |            |          |          |          |          |          |  |  |          |          |          |          |          |          |  |  |          |          |          |          |          |          |
| 石橋藤左衛門 | 石橋藤左衛門 | 石橋藤左衛門 | 石橋藤左衛門 | 石橋藤左衛門 | 石橋藤左衛門 |  |  | きん     | きん     | きん     | きん     | きん     | きん     |  |  |            |            |            |            |            |            |  |  |            |          |          |          |          |          |  |  |          |          |          |          |          |          |  |  |          |          |          |          |          |          |
|              |              |              |              |              |              |  |  |          |          |          |          |          |          |  |  |            |            |            |            |            |            |  |  | 石橋湛一   | 石橋湛一 | 石橋湛一 | 石橋湛一 | 石橋湛一 | 石橋湛一 |  |  | 久美子   | 久美子   | 久美子   | 久美子   | 久美子   | 久美子   |  |  |          |          |          |          |          |          |
|              |              |              |              |              |              |  |  |          |          |          |          |          |          |  |  |            |            |            |            |            |            |  |  | 石橋湛一   | 石橋湛一 | 石橋湛一 | 石橋湛一 | 石橋湛一 | 石橋湛一 |  |  | 久美子   | 久美子   | 久美子   | 久美子   | 久美子   | 久美子   |  |  |          |          |          |          |          |          |
|              |              |              |              |              |              |  |  | 岩井尊記 | 岩井尊記 | 岩井尊記 | 岩井尊記 | 岩井尊記 | 岩井尊記 |  |  | うめ       | うめ       | うめ       | うめ       | うめ       | うめ       |  |  |            |          |          |          |          |          |  |  |          |          |          |          |          |          |  |  |          |          |          |          |          |          |
|              |              |              |              |              |              |  |  | 岩井尊記 | 岩井尊記 | 岩井尊記 | 岩井尊記 | 岩井尊記 | 岩井尊記 |  |  | うめ       | うめ       | うめ       | うめ       | うめ       | うめ       |  |  |            |          |          |          |          |          |  |  |          |          |          |          |          |          |  |  |          |          |          |          |          |          |
|              |              |              |              |              |              |  |  |          |          |          |          |          |          |  |  |            |            |            |            |            |            |  |  |            |          |          |          |          |          |  |  |          |          |          |          |          |          |  |  |          |          |          |          |          |          |
|              |              |              |              |              |              |  |  |          |          |          |          |          |          |  |  | 足立正     | 足立正     | 足立正     | 足立正     | 足立正     | 足立正     |  |  | 足立龍雄   | 足立龍雄 | 足立龍雄 | 足立龍雄 | 足立龍雄 | 足立龍雄 |  |  | 足立正晃 | 足立正晃 | 足立正晃 | 足立正晃 | 足立正晃 | 足立正晃 |  |  |          |          |          |          |          |          |
|              |              |              |              |              |              |  |  |          |          |          |          |          |          |  |  | 足立正     | 足立正     | 足立正     | 足立正     | 足立正     | 足立正     |  |  | 足立龍雄   | 足立龍雄 | 足立龍雄 | 足立龍雄 | 足立龍雄 | 足立龍雄 |  |  | 足立正晃 | 足立正晃 | 足立正晃 | 足立正晃 | 足立正晃 | 足立正晃 |  |  |          |          |          |          |          |          |
|              |              |              |              |              |              |  |  |          |          |          |          |          |          |  |  |            |            |            |            |            |            |  |  |            |          |          |          |          |          |  |  |          |          |          |          |          |          |  |  |          |          |          |          |          |          |
|              |              |              |              |              |              |  |  |          |          |          |          |          |          |  |  |            |            |            |            |            |            |  |  |            |          |          |          |          |          |  |  |          |          |          |          |          |          |  |  |          |          |          |          |          |          |
|              |              |              |              |              |              |  |  |          |          |          |          |          |          |  |  | 山梨勝之進 | 山梨勝之進 | 山梨勝之進 | 山梨勝之進 | 山梨勝之進 | 山梨勝之進 |  |  | 泰子       | 泰子     | 泰子     | 泰子     | 泰子     | 泰子     |  |  | 啓子     | 啓子     | 啓子     | 啓子     | 啓子     | 啓子     |  |  |          |          |          |          |          |          |
|              |              |              |              |              |              |  |  |          |          |          |          |          |          |  |  | 山梨勝之進 | 山梨勝之進 | 山梨勝之進 | 山梨勝之進 | 山梨勝之進 | 山梨勝之進 |  |  | 泰子       | 泰子     | 泰子     | 泰子     | 泰子     | 泰子     |  |  | 啓子     | 啓子     | 啓子     | 啓子     | 啓子     | 啓子     |  |  |          |          |          |          |          |          |
|              |              |              |              |              |              |  |  |          |          |          |          |          |          |  |  |            |            |            |            |            |            |  |  |            |          |          |          |          |          |  |  |          |          |          |          |          |          |  |  |          |          |          |          |          |          |
|              |              |              |              |              |              |  |  |          |          |          |          |          |          |  |  | 伊藤忠兵衛 | 伊藤忠兵衛 | 伊藤忠兵衛 | 伊藤忠兵衛 | 伊藤忠兵衛 | 伊藤忠兵衛 |  |  | 伊藤恭一   | 伊藤恭一 | 伊藤恭一 | 伊藤恭一 | 伊藤恭一 | 伊藤恭一 |  |  | 伊藤勲   | 伊藤勲   | 伊藤勲   | 伊藤勲   | 伊藤勲   | 伊藤勲   |  |  |          |          |          |          |          |          |
|              |              |              |              |              |              |  |  |          |          |          |          |          |          |  |  | 伊藤忠兵衛 | 伊藤忠兵衛 | 伊藤忠兵衛 | 伊藤忠兵衛 | 伊藤忠兵衛 | 伊藤忠兵衛 |  |  | 伊藤恭一   | 伊藤恭一 | 伊藤恭一 | 伊藤恭一 | 伊藤恭一 | 伊藤恭一 |  |  | 伊藤勲   | 伊藤勲   | 伊藤勲   | 伊藤勲   | 伊藤勲   | 伊藤勲   |  |  |          |          |          |          |          |          |
|              |              |              |              |              |              |  |  |          |          |          |          |          |          |  |  |            |            |            |            |            |            |  |  |            |          |          |          |          |          |  |  |          |          |          |          |          |          |  |  |          |          |          |          |          |          |
|              |              |              |              |              |              |  |  |          |          |          |          |          |          |  |  |            |            |            |            |            |            |  |  |            |          |          |          |          |          |  |  |          |          |          |          |          |          |  |  |          |          |          |          |          |          |
|              |              |              |              |              |              |  |  |          |          |          |          |          |          |  |  | 本郷房太郎 | 本郷房太郎 | 本郷房太郎 | 本郷房太郎 | 本郷房太郎 | 本郷房太郎 |  |  | 周子       | 周子     | 周子     | 周子     | 周子     | 周子     |  |  | 武子     | 武子     | 武子     | 武子     | 武子     | 武子     |  |  |          |          |          |          |          |          |
|              |              |              |              |              |              |  |  |          |          |          |          |          |          |  |  | 本郷房太郎 | 本郷房太郎 | 本郷房太郎 | 本郷房太郎 | 本郷房太郎 | 本郷房太郎 |  |  | 周子       | 周子     | 周子     | 周子     | 周子     | 周子     |  |  | 武子     | 武子     | 武子     | 武子     | 武子     | 武子     |  |  |          |          |          |          |          |          |
|              |              |              |              |              |              |  |  |          |          |          |          |          |          |  |  |            |            |            |            |            |            |  |  |            |          |          |          |          |          |  |  |          |          |          |          |          |          |  |  |          |          |          |          |          |          |
|              |              |              |              |              |              |  |  |          |          |          |          |          |          |  |  |            |            |            |            |            |            |  |  | 河野謙三   |          |          |          |          |          |  |  |          |          |          |          |          |          |  |  |          |          |          |          |          |          |
|              |              |              |              |              |              |  |  |          |          |          |          |          |          |  |  |            |            |            |            |            |            |  |  |            |          |          |          |          |          |  |  |          |          |          |          |          |          |  |  |          |          |          |          |          |          |
|              |              |              |              |              |              |  |  |          |          |          |          |          |          |  |  | 河野治平   | 河野治平   | 河野治平   | 河野治平   | 河野治平   | 河野治平   |  |  |            |          |          |          |          |          |  |  |          |          |          |          |          |          |  |  | 河野太郎 | 河野太郎 | 河野太郎 | 河野太郎 | 河野太郎 | 河野太郎 |
|              |              |              |              |              |              |  |  |          |          |          |          |          |          |  |  | 河野治平   | 河野治平   | 河野治平   | 河野治平   | 河野治平   | 河野治平   |  |  |            |          |          |          |          |          |  |  |          |          |          |          |          |          |  |  | 河野太郎 | 河野太郎 | 河野太郎 | 河野太郎 | 河野太郎 | 河野太郎 |
|              |              |              |              |              |              |  |  |          |          |          |          |          |          |  |  |            |            |            |            |            |            |  |  | 河野一郎   |          |          |          |          |          |  |  |          |          |          |          |          |          |  |  |          |          |          |          |          |          |
|              |              |              |              |              |              |  |  |          |          |          |          |          |          |  |  |            |            |            |            |            |            |  |  |            |          |          |          |          |          |  |  |          |          |          |          |          |          |  |  |          |          |          |          |          |          |
|              |              |              |              |              |              |  |  |          |          |          |          |          |          |  |  |            |            |            |            |            |            |  |  |            |          |          |          |          |          |  |  | 河野洋平 |          |          |          |          |          |  |  |          |          |          |          |          |          |
|              |              |              |              |              |              |  |  |          |          |          |          |          |          |  |  |            |            |            |            |            |            |  |  |            |          |          |          |          |          |  |  |          |          |          |          |          |          |  |  |          |          |          |          |          |          |
|              |              |              |              |              |              |  |  |          |          |          |          |          |          |  |  |            |            |            |            |            |            |  |  | 照子       |          |          |          |          |          |  |  |          |          |          |          |          |          |  |  |          |          |          |          |          |          |
|              |              |              |              |              |              |  |  |          |          |          |          |          |          |  |  |            |            |            |            |            |            |  |  |            |          |          |          |          |          |  |  |          |          |          |          |          |          |  |  |          |          |          |          |          |          |
|              |              |              |              |              |              |  |  |          |          |          |          |          |          |  |  | 田川平三郎 | 田川平三郎 | 田川平三郎 | 田川平三郎 | 田川平三郎 | 田川平三郎 |  |  |            |          |          |          |          |          |  |  | 田川誠一 | 田川誠一 | 田川誠一 | 田川誠一 | 田川誠一 | 田川誠一 |  |  |          |          |          |          |          |          |
|              |              |              |              |              |              |  |  |          |          |          |          |          |          |  |  | 田川平三郎 | 田川平三郎 | 田川平三郎 | 田川平三郎 | 田川平三郎 | 田川平三郎 |  |  |            |          |          |          |          |          |  |  | 田川誠一 | 田川誠一 | 田川誠一 | 田川誠一 | 田川誠一 | 田川誠一 |  |  |          |          |          |          |          |          |
|              |              |              |              |              |              |  |  |          |          |          |          |          |          |  |  |            |            |            |            |            |            |  |  | 田川誠治   |          |          |          |          |          |  |  |          |          |          |          |          |          |  |  |          |          |          |          |          |          |
|              |              |              |              |              |              |  |  |          |          |          |          |          |          |  |  |            |            |            |            |            |            |  |  |            |          |          |          |          |          |  |  |          |          |          |          |          |          |  |  |          |          |          |          |          |          |
|              |              |              |              |              |              |  |  |          |          |          |          |          |          |  |  |            |            |            |            |            |            |  |  |            |          |          |          |          |          |  |  | 田川秀雄 |          |          |          |          |          |  |  |          |          |          |          |          |          |
|              |              |              |              |              |              |  |  |          |          |          |          |          |          |  |  |            |            |            |            |            |            |  |  |            |          |          |          |          |          |  |  |          |          |          |          |          |          |  |  |          |          |          |          |          |          |
|              |              |              |              |              |              |  |  |          |          |          |          |          |          |  |  |            |            |            |            |            |            |  |  |            |          |          |          |          |          |  |  |          |          |          |          |          |          |  |  |          |          |          |          |          |          |
|              |              |              |              |              |              |  |  |          |          |          |          |          |          |  |  |            |            |            |            |            |            |  |  | 河野一郎   |          |          |          |          |          |  |  |          |          |          |          |          |          |  |  |          |          |          |          |          |          |
|              |              |              |              |              |              |  |  |          |          |          |          |          |          |  |  |            |            |            |            |            |            |  |  |            |          |          |          |          |          |  |  |          |          |          |          |          |          |  |  |          |          |          |          |          |          |
|              |              |              |              |              |              |  |  |          |          |          |          |          |          |  |  |            |            |            |            |            |            |  |  |            |          |          |          |          |          |  |  |          |          |          |          |          |          |  |  |          |          |          |          |          |          |
|              |              |              |              |              |              |  |  |          |          |          |          |          |          |  |  |            |            |            |            |            |            |  |  |            |          |          |          |          |          |  |  |          |          |          |          |          |          |  |  |          |          |          |          |          |          |
|              |              |              |              |              |              |  |  |          |          |          |          |          |          |  |  |            |            |            |            |            |            |  |  | 河野謙三   | 河野謙三 | 河野謙三 | 河野謙三 | 河野謙三 | 河野謙三 |  |  | 河野鉄雄 | 河野鉄雄 | 河野鉄雄 | 河野鉄雄 | 河野鉄雄 | 河野鉄雄 |  |  |          |          |          |          |          |          |
|              |              |              |              |              |              |  |  |          |          |          |          |          |          |  |  |            |            |            |            |            |            |  |  | 河野謙三   | 河野謙三 | 河野謙三 | 河野謙三 | 河野謙三 | 河野謙三 |  |  | 河野鉄雄 | 河野鉄雄 | 河野鉄雄 | 河野鉄雄 | 河野鉄雄 | 河野鉄雄 |  |  |          |          |          |          |          |          |
|              |              |              |              |              |              |  |  |          |          |          |          |          |          |  |  |            |            |            |            |            |            |  |  |            |          |          |          |          |          |  |  |          |          |          |          |          |          |  |  |          |          |          |          |          |          |
|              |              |              |              |              |              |  |  |          |          |          |          |          |          |  |  |            |            |            |            |            |            |  |  |            |          |          |          |          |          |  |  |          |          |          |          |          |          |  |  |          |          |          |          |          |          |
|              |              |              |              |              |              |  |  |          |          |          |          |          |          |  |  |            |            |            |            |            |            |  |  | 園子       | 園子     | 園子     | 園子     | 園子     | 園子     |  |  | 河野剛雄 | 河野剛雄 | 河野剛雄 | 河野剛雄 | 河野剛雄 | 河野剛雄 |  |  |          |          |          |          |          |          |
|              |              |              |              |              |              |  |  |          |          |          |          |          |          |  |  |            |            |            |            |            |            |  |  | 園子       | 園子     | 園子     | 園子     | 園子     | 園子     |  |  | 河野剛雄 | 河野剛雄 | 河野剛雄 | 河野剛雄 | 河野剛雄 | 河野剛雄 |  |  |          |          |          |          |          |          |
|              |              |              |              |              |              |  |  |          |          |          |          |          |          |  |  |            |            |            |            |            |            |  |  |            |          |          |          |          |          |  |  |          |          |          |          |          |          |  |  |          |          |          |          |          |          |
|              |              |              |              |              |              |  |  |          |          |          |          |          |          |  |  |            |            |            |            |            |            |  |  |            |          |          |          |          |          |  |  | 顕子     |          |          |          |          |          |  |  |          |          |          |          |          |          |
|              |              |              |              |              |              |  |  |          |          |          |          |          |          |  |  |            |            |            |            |            |            |  |  |            |          |          |          |          |          |  |  |          |          |          |          |          |          |  |  |          |          |          |          |          |          |
|              |              |              |              |              |              |  |  |          |          |          |          |          |          |  |  |            |            |            |            |            |            |  |  |            |          |          |          |          |          |  |  |          |          |          |          |          |          |  |  |          |          |          |          |          |          |
|              |              |              |              |              |              |  |  |          |          |          |          |          |          |  |  |            |            |            |            |            |            |  |  |            |          |          |          |          |          |  |  | 岡本良平 | 岡本良平 | 岡本良平 | 岡本良平 | 岡本良平 | 岡本良平 |  |  | 岡本茂俊 | 岡本茂俊 | 岡本茂俊 | 岡本茂俊 | 岡本茂俊 | 岡本茂俊 |
|              |              |              |              |              |              |  |  |          |          |          |          |          |          |  |  |            |            |            |            |            |            |  |  |            |          |          |          |          |          |  |  | 岡本良平 | 岡本良平 | 岡本良平 | 岡本良平 | 岡本良平 | 岡本良平 |  |  | 岡本茂俊 | 岡本茂俊 | 岡本茂俊 | 岡本茂俊 | 岡本茂俊 | 岡本茂俊 |
|              |              |              |              |              |              |  |  |          |          |          |          |          |          |  |  |            |            |            |            |            |            |  |  | 岡本伝之助 |          |          |          |          |          |  |  |          |          |          |          |          |          |  |  |          |          |          |          |          |          |
|              |              |              |              |              |              |  |  |          |          |          |          |          |          |  |  |            |            |            |            |            |            |  |  |            |          |          |          |          |          |  |  |          |          |          |          |          |          |  |  |          |          |          |          |          |          |
|              |              |              |              |              |              |  |  |          |          |          |          |          |          |  |  |            |            |            |            |            |            |  |  |            |          |          |          |          |          |  |  | 岡本達彬 |          |          |          |          |          |  |  |          |          |          |          |          |          |
|              |              |              |              |              |              |  |  |          |          |          |          |          |          |  |  |            |            |            |            |            |            |  |  |            |          |          |          |          |          |  |  |          |          |          |          |          |          |  |  |          |          |          |          |          |          |
|              |              |              |              |              |              |  |  |          |          |          |          |          |          |  |  |            |            |            |            |            |            |  |  |            |          |          |          |          |          |  |  |          |          |          |          |          |          |  |  |          |          |          |          |          |          |
|              |              |              |              |              |              |  |  |          |          |          |          |          |          |  |  |            |            |            |            |            |            |  |  |            |          |          |          |          |          |  |  | 岡本経世 |          |          |          |          |          |  |  |          |          |          |          |          |          |
|              |              |              |              |              |              |  |  |          |          |          |          |          |          |  |  |            |            |            |            |            |            |  |  |            |          |          |          |          |          |  |  |          |          |          |          |          |          |  |  |          |          |          |          |          |          |
|              |              |              |              |              |              |  |  |          |          |          |          |          |          |  |  |            |            |            |            |            |            |  |  |            |          |          |          |          |          |  |  |          |          |          |          |          |          |  |  |          |          |          |          |          |          |
|              |              |              |              |              |              |  |  |          |          |          |          |          |          |  |  |            |            |            |            |            |            |  |  | 田川誠一   | 田川誠一 | 田川誠一 | 田川誠一 | 田川誠一 | 田川誠一 |  |  | 伸子     | 伸子     | 伸子     | 伸子     | 伸子     | 伸子     |  |  |          |          |          |          |          |          |
|              |              |              |              |              |              |  |  |          |          |          |          |          |          |  |  |            |            |            |            |            |            |  |  | 田川誠一   | 田川誠一 | 田川誠一 | 田川誠一 | 田川誠一 | 田川誠一 |  |  | 伸子     | 伸子     | 伸子     | 伸子     | 伸子     | 伸子     |  |  |          |          |          |          |          |          |
|              |              |              |              |              |              |  |  |          |          |          |          |          |          |  |  |            |            |            |            |            |            |  |  |            |          |          |          |          |          |  |  |          |          |          |          |          |          |  |  |          |          |          |          |          |          |
|              |              |              |              |              |              |  |  |          |          |          |          |          |          |  |  |            |            |            |            |            |            |  |  |            |          |          |          |          |          |  |  |          |          |          |          |          |          |  |  |          |          |          |          |          |          |
|              |              |              |              |              |              |  |  |          |          |          |          |          |          |  |  |            |            |            |            |            |            |  |  | 田川秀雄   | 田川秀雄 | 田川秀雄 | 田川秀雄 | 田川秀雄 | 田川秀雄 |  |  |          |          |          |          |          |          |  |  | 和子     | 和子     | 和子     | 和子     | 和子     | 和子     |
|              |              |              |              |              |              |  |  |          |          |          |          |          |          |  |  |            |            |            |            |            |            |  |  | 田川秀雄   | 田川秀雄 | 田川秀雄 | 田川秀雄 | 田川秀雄 | 田川秀雄 |  |  |          |          |          |          |          |          |  |  | 和子     | 和子     | 和子     | 和子     | 和子     | 和子     |

## 出演

### テレビ番組
- 日経スペシャル カンブリア宮殿 次のリーダーたちに聞く！ 政治は変われるか？（2010年5月31日、テレビ東京）- 民主党 枝野幸男、自由民主党 河野太郎、みんなの党 渡辺喜美出演[235]。

### 新聞
- 学生新聞